# Priesterbruderschaft St. Pius X.

Emblem der Priesterbruderschaft St. Pius X.: die vereinten Herzen Jesu und Mariens unter einer Kreuzeskrone

Die Priesterbruderschaft St. Pius X. (lateinisch Fraternitas Sacerdotalis Sancti Pii X, Kürzel FSSPX, umgangssprachlich oft Piusbruderschaft oder Piusbrüder) ist eine Priestervereinigung katholischer Traditionalisten. Sie wurde 1970 von Erzbischof Marcel Lefebvre gegründet, um sich vor allem der Ausbildung römisch-katholischer Priester zu widmen. Mit der wachsenden Zahl an Priestern gründete die Priesterbruderschaft Seelsorgezentren in der ganzen Welt, die sie Priorate nennt. In diesen Zentren leben jeweils mehrere Priester in einer Gemeinschaft und versorgen von dort aus die Gläubigen in den Kapellen des Priorats oder unterrichten an den mit der Bruderschaft verbundenen Schulen. Sie verwenden die Liturgie von 1962.
Die Priesterbruderschaft betrachtet sich als Bestandteil der römisch-katholischen Kirche, lehnt aber insbesondere ab: das Zweite Vatikanische Konzil (1962–1965) und insbesondere dessen Lehren über die Ökumene, Religionsfreiheit, Kollegialität der Bischöfe, die Haltung der Kirche zu den nichtchristlichen Religionen (Erklärung Nostra Aetate) sowie die auf Anordnung des Konzils durchgeführte Liturgiereform. Diese Konzilslehren seien „modernistisch“ und stellten einen Bruch mit dem dar, was die Kirche bisher gelehrt habe. Sie strebt eine Erneuerung des Priestertums sowie die „Verbreitung und Wiederherstellung der authentischen katholischen Lehre“ an. Seit 2018 ist der Italiener Davide Pagliarani der Generalobere der Bruderschaft. Sie finanziert sich durch Spenden.
Seit 1975 hat die Piusbruderschaft keinen kanonischen Status in der römisch-katholischen Kirche und betreibt ihre Einrichtungen wie Priesterseminare, Priorate und Kapellen ohne Erlaubnis und Kontrolle kirchlicher Behörden der römischen Kurie bzw. der jeweiligen Diözesanbischöfe. 1988 spendete Lefebvre den Bruderschaftsangehörigen Richard Williamson, Alfonso de Galarreta, Bernard Tissier de Mallerais und Bernard Fellay die Bischofsweihe, nachdem eine Einigung mit den römischen Behörden kurz zuvor knapp gescheitert war. Die nach katholischem Kirchenrecht illegalen Weihen führten zur Exkommunikation aller Beteiligten. Die Exkommunikation der vier Bischöfe wurde am 21. Januar 2009 von Papst Benedikt XVI. aufgehoben, was den Auftakt eines kurzzeitigen Verhandlungs- und Annäherungsprozesses bildete, der eine volle Wiedereingliederung der Bruderschaft ermöglichen sollte und 2011 trotz weitreichender Zugeständnisse des Papstes und Befürwortung durch den damaligen Generaloberen Fellay an der Verweigerungshaltung maßgebender Bruderschaftsmitglieder und der sie finanzierenden Anhängerbasis scheiterte. Seither stagnieren die Einigungsbemühungen und die kirchenrechtliche Stellung der Bruderschaft verbleibt gemäß dem Standpunkt der Amtskirche auf dem Status quo ante in einer Grauzone zwischen Schisma und stillschweigender Akzeptanz.
In der Vergangenheit traten Priester und Anhänger der Bruderschaft mit antijüdischen Äußerungen öffentlich in Erscheinung. Ein im Januar 2009 ausgestrahltes Fernsehinterview des mittlerweile ausgeschlossenen und inzwischen verstorbenen Bischofs und Holocaustleugners Richard Williamson führte zu seiner Verurteilung wegen Volksverhetzung. Dies sorgte für eine schwere Krise im Pontifikat Papst Benedikts XVI., weil es kurz nach der Aufhebung seiner Exkommunikation durch den Papst ausgestrahlt wurde und Irritationen auslöste, die auf den Papst zurückfielen.
2020 feierte die Piusbruderschaft ihr 50-jähriges Bestehen.

## Verbreitung
2020 zählte die Priesterbruderschaft nach eigenen Angaben 680 Priester, davon 3 Bischöfe, 217 Seminaristen, 137 Ordensbrüder und 80 Oblatinnen. In einem Dritten Orden sind auch Laien als Tertiaren der Priesterbruderschaft zugeordnet.
Die Priesterbruderschaft St. Pius X. hat eine Anhängerbasis von rund 600.000 Laien (Stand: 2009). Während der Coronazeit stieg nach Darstellung der Piusbruderschaft die Anzahl ihrer Gottesdienstbesucher, die sich möglicherweise zum Teil von Vertretern der Amtskirche seelsorgerlich im Stich gelassen gefühlt hätten.

## Einrichtungen
Auf Initiative des später suspendierten Erzbischofs Lefebvre erlaubte Bischof François Charrière im Jahr 1970 in seiner Diözese vorläufig die Gründung eines Priesterseminars in dem Weiler Écône im Kanton Wallis (Schweiz). Seither gründete die Piusbruderschaft ohne kirchliche Erlaubnis fünf weitere Priesterseminare: in Flavigny-sur-Ozerain (Frankreich), Goulburn (Australien), Winona (Minnesota) (USA) (Dieses Seminar wurde 2017 nach Dillwijn, VA verlegt. Der Neubau des Seminars wurde notwendig aufgrund der ständig wachsenden Zahl an Priesteramtskandidaten), La Reja (Argentinien) und das Internationale Priesterseminar Herz Jesu in Zaitzkofen, einem Ortsteil von Schierling in der Oberpfalz (Deutschland). Insgesamt unterhält sie 772 Messzentren, 167 Priorate, rund 100 Schulen und 2 sogenannte Instituts Universitaires (Universitätsinstitute) in 63 Staaten auf allen Kontinenten. Ihr Generalhaus liegt in Menzingen im Schweizer Kanton Zug.

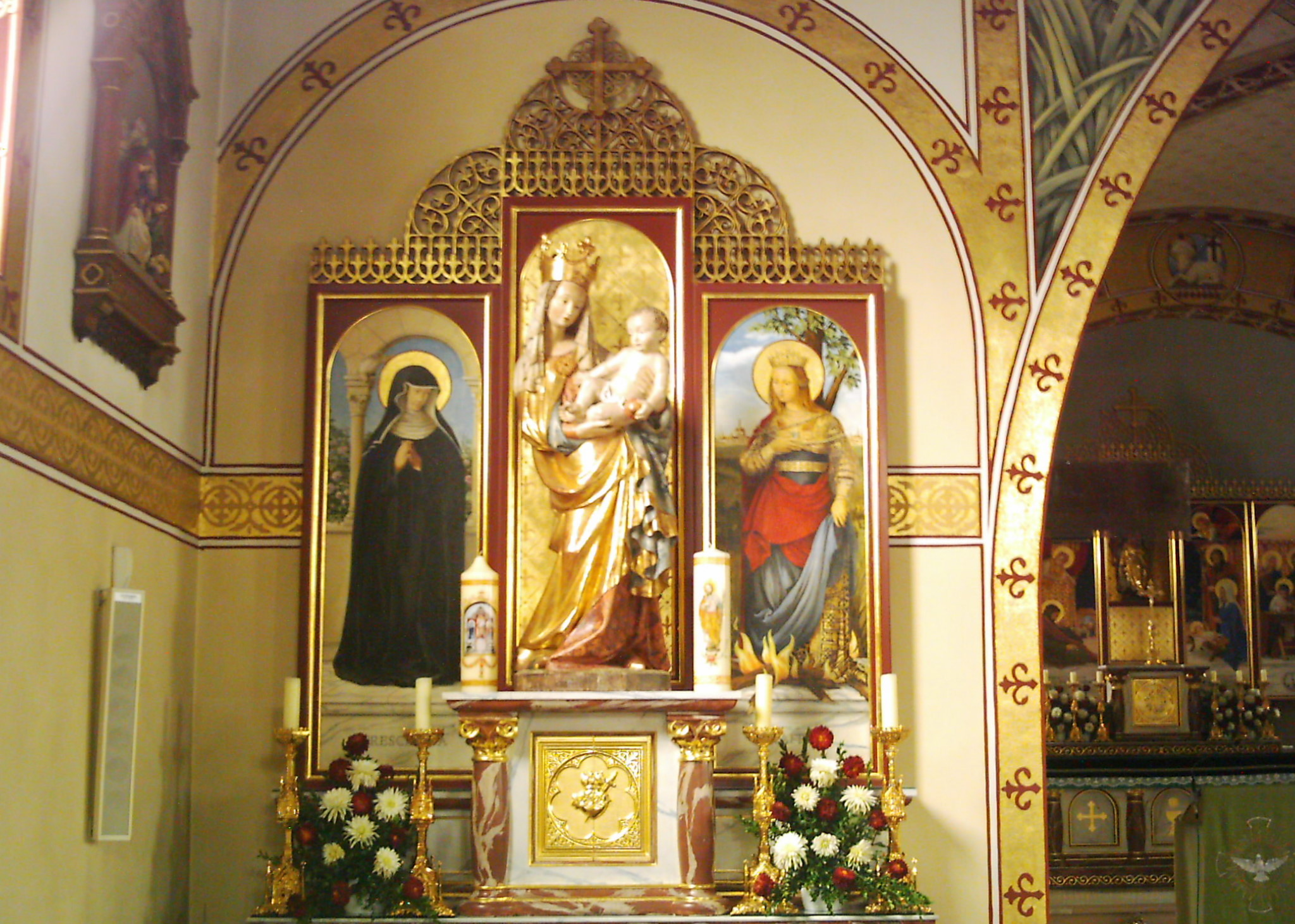
Altar in der Piusbruderschaftskirche St. Joseph in Memmingen

In Deutschland betreibt sie etwa 50 als „Zentren“ bezeichnete Messstandorte, wobei die sogenannten Priorate von den von diesen aus betreuten Kapellen zu unterscheiden sind. In Deutschland hat die Priesterbruderschaft zwölf Kirchen erbaut und acht erworben. Die meisten davon befinden sich im süddeutschen Raum; für Ostdeutschland gibt es nur ein Priorat in Berlin und jeweils eine Kapelle in Dresden und Weimar. Zudem betreibt sie ein Kloster, ein Schwesternnoviziat, ein Altenheim und sieben Privatschulen, darunter das St.-Theresien-Gymnasium bei Bonn mit Mädcheninternat und zwei Grundschulen in Baden-Württemberg. Im Jahr 1997 erhielt sie für vier Schulen 1,1 Millionen Euro an staatlichen Geldern. Distriktoberer der deutschen Einrichtungen ist seit August 2019 P. Stefan Pfluger. Von 2013 bis 2019 wurde der deutsche Distrikt von Firmin Udressy geleitet.
Von April 2005 bis Juni 2006 ermittelte die Staatsanwaltschaft gegen Verantwortliche der Realschule in Saarbrücken, nachdem Schüler Gewalt von einem Lehrer erfahren hatten. Das Oberverwaltungsgericht des Saarlandes erlaubte den Weiterbetrieb, da die Schulleitung auf die Verfehlungen dieses Lehrers angemessen reagiert habe. 2010 wurde dem angegliederten Internat vom Ministerium für Justiz, Gesundheit und Soziales (Saarland) die Betriebserlaubnis entzogen. Grund war, dass mehr Internatsplätze vergeben wurden als genehmigt waren. Außerdem wurden nicht genehmigte zusätzliche Wohngruppen festgestellt. Weil das Bildungsministerium durch die Vorfälle im Internat die Zuverlässigkeit des Schulträgers nicht mehr gegeben sah, verfügte es anschließend auch die Schließung der Schule selbst. Die Anordnung der sofortigen Schließung konnte jedoch erfolgreich angefochten werden. Der anschließende Verwaltungsprozess über die Frage der Schließung an sich endete zugunsten der Piusbruderschaft. Im Februar 2015 erhielt das Internat die Erlaubnis zur Wiedereröffnung. 2021 besuchen 22 Schüler die Grundschule und 54 die Realschule.
In den Diözesen Deutschlands, Österreichs und der Schweiz darf die Piusbruderschaft meist keine römisch-katholischen Kirchengebäude nutzen, auch nicht für Beerdigungen, Taufen, Eheschließungen oder Wallfahrten. In Lisieux und Lourdes wurden ihr 2005 und in den folgenden Jahren regelmäßig Hochämter in römisch-katholischen Kirchen gestattet. Mehrere tausend Gläubige nehmen jedes Jahr an der Wallfahrt nach Lourdes teil.
2002 wurde in der Ukraine die Priesterbruderschaft St. Josaphat mit dem Ziel der „Bekehrung des schismatischen Ostens zur Anerkennung des Papstes und der traditionellen katholischen Lehre“ gegründet. Ferner betreibt die Priesterbruderschaft St. Pius X. Evangelisation in Ländern, denen Christenverfolgung vorgeworfen wird, wie den Vereinigten Arabischen Emiraten und Simbabwe, wo die Arbeit der Bruderschaft unter Robert Mugabe erschwert wurde.
Mit dem Sarto-Verlag betreibt der deutsche Distrikt der Priesterbruderschaft einen eigenen Verlag mit Online-Versandhandel.

## Geschichte

### Vorgeschichte und Gründung
Lefebvre wurde im Juli 1962 zum Generaloberen der Spiritaner gewählt und in die Vorbereitungskommission des Zweiten Vatikanischen Konzils berufen. Dort kritisierte er die Kollegialiätsidee, die ökumenische Öffnung und die Religionsfreiheit, nicht aber die Liturgiekonstitution von 1963. Nach dem Konzil lehnte er jedoch die Liturgiereform ab, verschärfte seine übrige Kritik am Konzil und gab im September 1968 das Amt des Generaloberen auf.
Kurz darauf baten Seminaristen des Französischen Priesterseminars in Rom Lefebvre um ein konservatives Seminar zum Beenden ihrer Studien, um unbedrängt an traditionellen Glaubensvorstellungen und Doktrinen festhalten zu können. Er verwies sie zunächst an die Universität Freiburg in der Schweiz. Nachdem er gebeten worden war, diese Seminaristen persönlich zu unterrichten, wandte er sich an den Diözesanbischof des Bistums Lausanne-Genf-Freiburg, François Charrière. Dieser gestattete im Sommer 1969 die Gründung der Confraternitas Pius X. in seiner Diözese und genehmigte die Statuten für einen Zeitraum von sechs Jahren ad experimentum. Kardinal John Joseph Wright, Präfekt der Kongregation für den Klerus, gratulierte Lefebvre brieflich zur Gründung der Bruderschaft.

### Rechtsform
Die Gründung der Bruderschaft erfolgte in der Rechtsform einer pia unio (can. 707 ff. CIC (1917)). Auch wenn die tatsächliche Gestaltung der Statuten eher einer ordensähnlichen Gesellschaft des geweihten Lebens ohne Gelübde (can. 673–681 CIC 1917) entsprach und ihrem Gründer im Ergebnis wohl auch eine solche vor Augen stand, blieb sie, solange sie von der Römischen Kirche anerkannt war, eben eine fromme Vereinigung. Als solche hatte sie keine Rechtspersönlichkeit und war kirchenrechtlich auch nicht fähig, Trägerin eines Priesterseminars zu sein. Ebenso wenig konnten Priester zu der Bruderschaft inkardiniert werden.

### Verlust kirchlicher Anerkennung
1971 lehnte Lefebvre die neue Messordnung, die Paul VI. am 3. April 1969 verkündet hatte, ab und betrachtete die Liturgiereform von 1969 nun als Einführung von Martin Luthers Abendmahlsverständnis in der katholischen Kirche. Die kirchlichen Veränderungen seit dem Konzil seien das Ergebnis eines Komplotts liberaler und antichristlicher Mächte.
Außerdem führte Lefebrve in dem von ihm gegründeten und von der Piusbruderschaft geführten Seminar ab 1971 weiterhin Priesterweihen durch, was aus Sicht der Römischen Kurie kirchenrechtlich unzulässig war; denn Lefebvre war zu diesem Zeitpunkt weder Ortsoberer (wie etwa ein Diözesanbischof) noch Vorsteher eines zur Inkardination von Priestern berechtigten Verbandes. Er hätte demnach die Kandidaten nur dann weihen dürfen, wenn die dazu ermächtigten Bischöfe oder Ordensoberen ein Weiheentlassschreiben erstellt hätten, was nicht der Fall war. Ohne dieses Weiheentlassschreiben waren die gespendeten Weihen unerlaubt, wenngleich sie sakramental gültig waren.
Schließlich berief Kardinalstaatssekretär Jean-Marie Villot im Auftrag des Papstes eine Kommission ein, die die Angelegenheit untersuchen sollte. Dazu gehörten Kardinal Gabriel-Marie Garrone, Kardinal Wright und Kardinal Arturo Tabera.
Am 21. November 1974 veröffentlichte Lefebvre folgende „Grundsatzerklärung“:

„Wir hängen mit ganzem Herzen und mit ganzer Seele am katholischen Rom, der Hüterin des katholischen Glaubens und der für die Erhaltung dieses Glaubens notwendigen Traditionen […] Wir lehnen es hingegen ab, und haben es immer abgelehnt, dem Rom der neo-modernistischen und neo-protestantischen Tendenz zu folgen, die klar im Zweiten Vatikanischen Konzil und nach dem Konzil in allen Reformen, die daraus hervorgingen, zum Durchbruch kam […] Keine Autorität, selbst nicht die höchste in der Hierarchie, kann uns zwingen, unseren Glauben, so wie er vom Lehramt der Kirche seit neunzehn Jahrhunderten klar formuliert und verkündet wurde, aufzugeben oder zu schmälern […] Da diese Reform vom Liberalismus und vom Modernismus ausgeht, ist sie völlig vergiftet. Sie stammt aus der Häresie und führt zur Häresie, selbst dann, wenn nicht alle ihre Akte direkt häretisch sind! Daher ist es jedem wachen und treuen Katholiken unmöglich, diese Reform anzunehmen und sich ihr, in welcher Weise auch immer, zu unterwerfen.“

Am 13. Februar und 3. März 1975 musste sich Lefebvre vor der Kardinalskommission in Rom für seine Haltung verantworten. Danach erteilte Kardinal Tabera Bischof Pierre Mamie, Charrières Nachfolger, brieflich die Anweisung, die Piusbruderschaft aufzulösen. Daraufhin entzog Mamie ihr am 6. Mai 1975 die Anerkennung als katholische Organisation. Lefebvre werde bis zum Widerruf seiner Erklärung vom 21. November 1974 keinerlei kirchliche Unterstützung erhalten.
Dieser lehnte gegenüber der Apostolischen Signatur diese Entscheidungen ab, da die Kardinalskommission nicht befugt gewesen sei, seine Erklärung zu beurteilen. Diese sei persönlicher Art gewesen, so dass allenfalls er selbst dafür bestraft werden dürfe. Es gehe nicht an, deshalb die Piusbruderschaft und deren Priesterseminare aufzulösen. Die Apostolische Signatur lehnte diesen Rekurs Lefebvres am 10. Juni 1975 ab, da Papst Paul VI. die Entscheidung der Kardinalskommission in forma specifica befürwortet habe. Dies bestätigte dieser in einem persönlichen Brief an Lefebvre. Für den Vatikan war die Piusbruderschaft fortan keine römisch-katholische Organisation mehr.
Lefebvre erklärte die angebliche Aufhebung der Piusbruderschaft für ungültig: Die Kardinalskommission habe ihre Kompetenz überschritten, da der Papst ihre spezifische Entscheidung erst nach Erlass des Rechtsaktes bestätigt habe. Er setzte seine Arbeit fort und ignorierte die Weisungen des Diözesanbischofs und Roms. Im Konsistorium am 24. Mai 1976 kritisierte Papst Paul VI. ihn deswegen öffentlich und appellierte an ihn und seine Anhänger, sich zu besinnen.

### Unerlaubte Priesterweihen und Seminargründungen
Trotz zweifachen Verbots durch Erzbischof Giovanni Benelli weihte Lefebvre am 29. Juni 1976 Seminaristen der Piusbruderschaft zu Priestern. In der Predigt dazu bekundete er:

„Es bereitet uns einen ungeheuren und unermesslichen Schmerz, feststellen zu müssen, dass wir mit Rom Schwierigkeiten haben – wegen unseres Glaubens! […] Wir befinden uns in einer wahrhaft dramatischen Situation. Wir müssen uns entscheiden. Es geht um einen sozusagen scheinbaren Gehorsam, denn der Heilige Vater kann von uns nicht mit Recht verlangen, unseren Glauben aufzugeben. […] Wir entscheiden uns dafür, unseren Glauben nicht aufzugeben, denn darin können wir uns nicht täuschen.“

Lefebvre wurde am selben Tag von seinem Amt suspendiert (a collatione ordinum), so dass er von nun an nach wie vor gültige, aber keine rechtmäßigen Priesterweihen durchführen konnte. Kardinal Sebastiano Baggio, Präfekt der Kongregation für die Bischöfe, forderte ihn eine Woche später auf, sich beim Papst für die verbotenen Priesterweihen zu entschuldigen. In seinem Antwortschreiben verweigerte Lefebvre dies. Paul VI. solle seinerseits „die richtige Auffassung der verfälschten Ideen wiederherstellen, die zu Idolen des modernen Menschen geworden sind: Freiheit, Gleichheit, Brüderlichkeit, Demokratie.“ Der Papst solle das „unglückselige Unternehmen eines Kompromisses mit den Ideen des modernen Menschen aufgeben“, das vor dem Konzil mit einer geheimen Übereinkunft zwischen hohen kirchlichen Würdenträgern und den Freimaurerlogen begonnen habe.

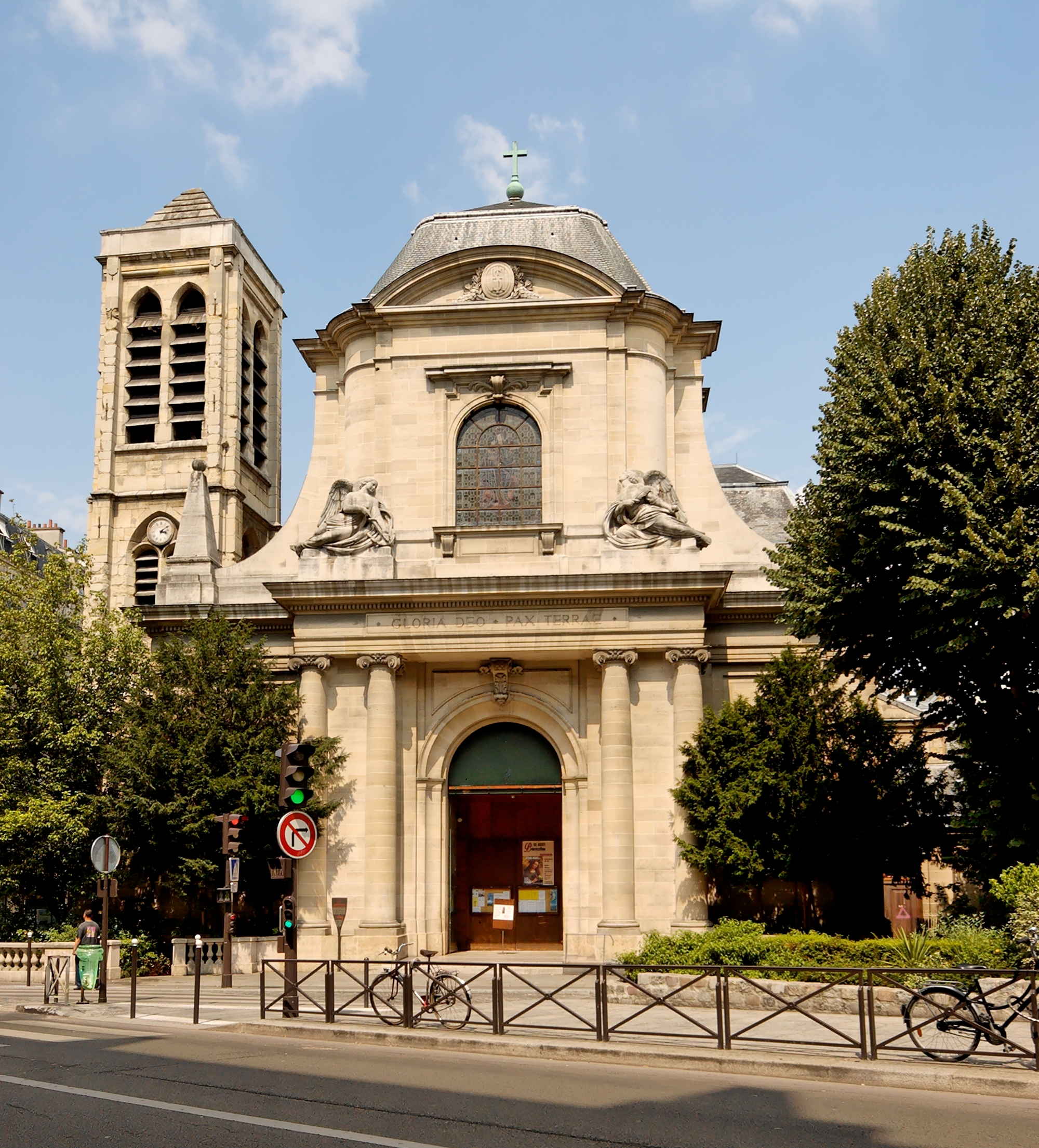
Saint-Nicolas-du-Chardonnet, Paris

Daraufhin suspendierte der Papst Lefebvre am 22. Juli 1976 a divinis und entzog ihm damit zwar nicht die Fähigkeit, Priester und Bischöfe zu weihen, die Firmung zu spenden oder die heilige Messe zu feiern, er untersagte ihm aber, diese Fähigkeiten auszuüben. Dennoch empfing er ihn am 11. September 1976 nochmals zu einer Audienz, die ergebnislos verlief.
Lefebvre blieb Leiter der Piusbruderschaft, seit 1982 zusammen mit Franz Schmidberger als Generalvikar mit dem Recht auf Nachfolge. Er wurde zur Symbolfigur für konservative und radikale Gegner aller Kirchenreformen seit 1960 in der Tradition der rechtsextremen Action française, hat aber nie mit dieser Gruppierung zusammengearbeitet.
Lefebvres Anhänger besetzten am 27. Februar 1977 die Kirche Saint-Nicolas-du-Chardonnet in Paris. Unter der Führung des Pariser Priesters François Ducaud-Bourget wurde der amtierende Priester aus der Kirche gewiesen. Die Kirche wird bis heute nur von der Piusbruderschaft genutzt und gilt in Frankreich als deren Hauptquartier. Behördlich wurde mehrmals bestätigt, dass die Besetzung rechtswidrig war, aber diese behördlichen Bestätigungen haben keine gerichtlichen Beschlüsse nach sich gezogen.
Die Piusbruderschaft eröffnete in verschiedenen Staaten weitere kirchlich ungenehmigte Priesterseminare und Kapellen und führte weiterhin unerlaubte aber gültige Priesterweihen durch. Gültig sind die Priesterweihen, weil es nach katholischem Verständnis für die Erteilung einer Weihe (und damit die Übertragung der mit der Weihe verbundenen Rechte, Pflichten und Würden) ausreicht, dass der Weihespender gültig die Bischofsweihe empfangen hat. Letzteres ist bei allen Bischöfen der Priesterbruderschaft der Fall. Sie können daher gültig das Weihesakrament (Diakon-, Priester- und Bischofsweihe) spenden. Dies entspringt der Lehre der Kirche über ihre Sakramente. Die Empfänger dieser Weihe sind also nach dem Verständnis der Kirche tatsächlich durch die Weihe Priester geworden.
Rein rechtlich dagegen sind die Befugnisse von Bischöfen hinsichtlich der Spendung des Weihesakraments eingeschränkt. So ist es beispielsweise nicht erlaubt, Weihen außerhalb des eigenen Gebiets ohne Zustimmung des jeweiligen Diözesanbischofs zu spenden (c. 1017 CIC). Auch ist es nicht erlaubt, ohne Weiteres Kandidaten zu weihen, die nicht Untergebene sind (c. 1015 § 2 CIC). Da die Piusbruderschaft keinen kanonischen Status besitzt, hat sie weder eine örtliche noch eine personale Zuständigkeit für die Erteilung von Weihen. Es werden von den eigentlich zuständigen Bischöfen aus demselben Grund auch keine Erlaubnisse erteilt. Schon aus diesem Grund sind die Weihen rechtlich unerlaubt, ohne die auf der Ausgestaltung der Sakramententheologie beruhende Gültigkeit zu berühren.
Die Bruderschaft begründet ihr Vorgehen im Gegensatz zum Sedisvakantismus mit einer existierenden Kirchenkrise, aus dieser einen Notstand und damit ein Recht zum Ungehorsam gegenüber Rom und den lokalen Diözesanbischöfen ableitend.

### Unerlaubte Bischofsweihen
1987 erklärte Lefebvre, er werde einen Nachfolger mit oder ohne Erlaubnis des Vatikans zum Bischof weihen. Denn dieser sei von antichristlichen Kräften besetzt:

„Da dieses modernistische und liberale Rom sein Werk der Zerstörung der Herrschaft Unseres Herrn weiterverfolgt, […] sehe ich mich gezwungen […] die Gnade des katholischen Bischofsamtes […] weiterzugeben, damit die Kirche und das katholische Priestertum fortfahren zu bestehen.“

Der Vatikan verhandelte daraufhin mit Lefebvre und erreichte, dass er am 5. Mai 1988 ein Protokoll unterschrieb. Im ersten, doktrinalen Teil versprach er als Vertreter der Piusbruderschaft:
- der katholischen Kirche sowie dem Papst und seinem Primat als Oberhaupt der Gesamtheit der Bischöfe immer treu zu sein,
- die in Sektion 25 der dogmatischen Konstitution über die Kirche (Lumen gentium) enthaltene Lehre über das kirchliche Lehramt, die Papst Paul VI. promulgiert hatte, anzunehmen,
- hinsichtlich der vom Zweiten Vatikanischen Konzil eingeleiteten Liturgie- und Kultreformen, bei deren Studium und einem Vorbringen beim Heiligen Stuhl eine positive Haltung einzunehmen und jede Polemik zu vermeiden,
- die Gültigkeit des Messopfers und der Sakramente anzuerkennen, die in den von den Päpsten Paul VI. und Johannes Paul II. promulgierten offiziellen Ausgaben des römischen Messbuches und in den Ritualen für die Sakramente enthalten sind,
- die allgemeine Disziplin der Kirche und die kirchlichen Gesetze zu achten, besonders das von Papst Johannes Paul II. promulgierte Kirchliche Gesetzbuch.

Der zweite, juristische Teil sah vor, dass:
- die Priesterbruderschaft eine Gesellschaft des Apostolischen Lebens wird,
- Erzbischof Lefebvre oder ein von ihm gebilligter anderer Bischof autorisiert werde, Bruderschaftsseminaristen zu Priestern zu weihen,
- dem Papst vorgeschlagen wird, einen aus der Bruderschaft ausgewählten und von Lefebvre vorgestellten Kandidaten zum Bischof zu ernennen,
- eine Kommission eingesetzt wird für die Koordinierung der Beziehungen zwischen der Piusbruderschaft einerseits und den verschiedenen vatikanischen Dikasterien und den Diözesanbischöfen andererseits sowie für die Lösung eventueller Probleme und Streitfragen,
- die kirchenrechtliche Suspension von Erzbischof Marcel Lefebvre aufgehoben wird,
- es zu einer „Amnestie“ und einer Genehmigung kommt für die Häuser und Kultstätten, die die Bruderschaft ohne Autorisierung der zuständigen Bischöfe errichtet und benutzte.

Dieses Dokument unterschrieben Lefebvre und Kardinal Joseph Ratzinger – der spätere Papst – und sandten es an Papst Johannes Paul II. mit der Bitte um Zustimmung.
Lefebvre ersuchte am 6. Mai in einem Brief an Kardinal Ratzinger um ein päpstliches Mandat für eine Bischofsweihe am 30. Juni. Sollte ihm dies verweigert werden, sehe er sich verpflichtet, bereits mit der Zusage eines Bischofs im Protokoll zur Bischofsweihe zu schreiten. Am 24. Mai stellte Kardinal Ratzinger dem Erzbischof in Aussicht, dass der Papst am 15. August einen Priester der Bruderschaft zum Bischof ernennen werde, falls man einen geeigneten Kandidaten finde. Im Gegenzug müsse Lefebvre auf der Basis des am 5. Mai von ihm unterzeichneten Protokolls um Aussöhnung mit dem Papst ersuchen und einen Brief mit Entschuldigungsbitten unterzeichnen. Lefebvre beharrte jedoch weiter auf einer eigenen Bischofsweihe am 30. Juni.
Nachdem in den Gesprächen von Seiten Roms kein genauer Termin für die Bischofsweihe genannt wurde, sich abzeichnete, dass die vorgesehene Kommission nicht mehrheitlich aus Mitgliedern der Bruderschaft bestehen würde und die von Lefebvre für die Bischofsweihe vorgeschlagenen Kandidaten abgelehnt worden waren, weil sie nicht das gewünschte Profil hätten, teilte Lefebvre am 3. Juni 1988 in einem Brief dem Papst mit, er werde am 30. Juni die von ihm geplanten Bischofsweihen auch ohne päpstliche Erlaubnis durchführen.
Papst Johannes Paul II. erinnerte Lefebvre am 9. Juni 1988 nochmals brieflich an die von ihm am 5. Mai unterzeichnete Vereinbarung und appellierte an ihn, nicht mit seinem Plan fortzufahren. Dieser werde als schismatischer Akt bewertet, dessen theologische und kanonische Konsequenzen Lefebvre bekannt seien. Als dieser darauf nicht antwortete, machte der Vatikan den Briefwechsel am 16. Juni 1988 öffentlich bekannt.

#### Bischofsweihen 1988
Am 30. Juni 1988 weihte Lefebvre, assistiert vom emeritierten brasilianischen Bischof Antônio de Castro Mayer, die Priester der Piusbruderschaft Bernard Fellay, Bernard Tissier de Mallerais, Richard Williamson und Alfonso de Galarreta gegen das päpstliche Verbot zu Bischöfen. In der Predigt dazu begründete er den Abbruch der Verhandlungen mit Rom:

„Was ist die Wahrheit für diese Menschen? Es ist die Wahrheit des Zweiten Vatikanischen Konzils, dieser konziliaren Kirche. Folglich ist für den Vatikan die heute einzige existierende Wahrheit, die konziliare Wahrheit, die Wahrheit des ‚Geistes des Konzils‘. Es ist der Geist von Assisi. Das ist heute ‚die Wahrheit‘. Diese Wahrheit wollen wir nicht, um alles in der Welt! Der feste Willen der gegenwärtigen römischen Behörden ist, die Tradition zu vernichten und alle in diesen Geist des Zweiten Vatikanischen Konzils hineinzuziehen, in diesen Geist von Assisi. Darum haben wir es vorgezogen, uns zurückzuziehen. Diesem Geist konnten wir nicht zustimmen, das war unmöglich. Für uns war es nicht möglich, sich einer solchen Obrigkeit zu unterwerfen. Wir hätten der Amtsgewalt von Kardinal Ratzinger, des Präsidenten dieser römischen Kommission, die uns hätte leiten sollen, unterstanden. Wir wären ihm ausgeliefert gewesen. Wir wären in die Hände der Personen gefallen, die uns dem Geist des Konzils und dem Geist von Assisi unterwerfen wollen. Das ist unmöglich!“

Ein späterer Vermittlungsversuch des französischen Philosophen Jean Guitton scheiterte.

#### Bischofsweihe 1991
Am 28. Juli 1991 weihte Bischof Tissier de Mallerais in Brasilien den Priester Licínio Rangel für die Priestervereinigung St. Johannes Maria Vianney ohne päpstliches Mandat zum Bischof. Rangel kehrte jedoch im Jahr 2001 aus dem Schisma zurück, seine Exkommunikation wurde aufgehoben.

### Exkommunikation
Als Reaktion auf die unerlaubten Bischofsweihen erließ die Kongregation für die Bischöfe am 1. Juli 1988 ein Dekret, das Lefebvre, de Castro Mayer und die vier frisch geweihten Piusbischöfe für exkommuniziert erklärte. Am folgenden Tag bestätigte Papst Johannes Paul II. dieses Dekret mit einem Apostolischen Brief. Der Vollzug illegitimer Bischofsweihen im Ungehorsam gegenüber dem Papst sei ein schismatischer Akt. Die Wurzel dieses Aktes sei ein unvollständiges und widersprüchliches Traditionsverständnis. Niemand, der sich dem universalen Lehramt der Kirche widersetze, das dem Bischof von Rom und dem Kollegium der Bischöfe zukomme, könne der Tradition treu bleiben. Der Papst forderte alle Katholiken mit irgendwelchen Kontakten zur Piusbruderschaft auf, dieser keine Unterstützung mehr zukommen zu lassen.
Die Piusbruderschaft rechtfertigt ihr Handeln mit einer kirchlichen Notlage und bestreitet die Wirksamkeit der Exkommunikation wegen mangelnder causa iusta (Begründetheit). Lefebvre legt in der Predigt bei der Bischofsweihe am 30. Juni den angeblichen Notstand in der Kirche dar. Der Glaube werde nicht mehr unverkürzt weitergegeben. Um die Weitergabe des Glaubens sicherzustellen, brauche es Priester und ohne Bischöfe kann es keine Priester geben. Darum weihe er jetzt Bischöfe. Die Piusbruderschaft lehnt die Rechtmäßigkeit der Exkommunikation ab mit dem Verweis auf Kanon 1323: Straffrei bleibt, wer bei Übertretung eines Gesetzes oder eines Verwaltungsbefehls […] aufgrund einer Notlage oder erheblicher Beschwernis gehandelt hat, sofern jedoch die Tat nicht in sich schlecht ist oder zum Schaden der Seelen gereicht.

### Kirchenrechtlicher Status
Der Vatikan sieht die Piusbruderschaft zwar nicht mehr als schismatisch an, sie habe aber weiterhin keinen „kanonischen Status“. Die Gefahr könne allerdings nicht ausgeschlossen werden, dass ihre Mitglieder längerfristig zum Schisma tendierten.
Die Piusbruderschaft bestreitet das Vorliegen und Anstreben eines Schismas, erkennt den Papst ausdrücklich an, betont ihre Loyalität ihm gegenüber und verrichtet weiterhin das im Messkanon enthaltene Gebet für ihn und den jeweiligen Ortsbischof einschließlich der dort vorgesehenen persönlichen Namensnennungen. Die Priesterweihen der Piusbruderschaft sind nach katholischem Kirchenrecht gültig, die Priester gelten jedoch wegen des Mangels einer gültigen Inkardination als suspendiert. Lefebvre beanspruchte das Recht, in die eigene Gemeinschaft inkardinieren zu können, nachdem Kardinal Antoniutti, Präfekt der Kongregation für die Ordensleute, zwei Ordenspriestern einen Indult erteilte, von ihrem Orden direkt in die Bruderschaft überzutreten, woraus Lefebvre ableitet, dass die Piusbruderschaft als inkardinationsfähig gelte.
Auf eine schriftliche Anfrage an den Heiligen Stuhl antwortete Camille Perl 1995 als damaliger Sekretär der päpstlichen Kommission Ecclesia Dei, die Priester der Piusbruderschaft seien gültig geweiht, aber von ihren priesterlichen Aufgaben suspendiert, einige von ihnen seien sogar exkommuniziert. Besuche von Messen der Piusbruderschaft seien daher als moralisch unerlaubt („morally illicit“) anzusehen. 2002 und 2003 bezeichnete er die Messen erneut als gültig, aber unerlaubt, das heißt kirchenrechtswidrig. Es sei als sündhaft anzusehen, wenn Gläubige vorrangig aus dem Wunsch heraus daran teilnähmen, ihre Trennung von der Gemeinschaft mit dem Papst und jenen, die in der Gemeinschaft mit ihm stehen, zum Ausdruck zu bringen. Nähmen sie jedoch daran teil, um einfach die Liturgie nach der Messordnung von 1962 mitzufeiern, so sei dies keine Sünde. Ein Katholik könne mit der Teilnahme an einer solchen Messe genau genommen die Sonntagspflicht erfüllen. Auch eine bescheidene Spende bei den Kollekten erscheine gerechtfertigt. Gläubige hätten jedoch kein „Recht“ darauf, dass der jeweilige Ortsbischof ihnen die Mitfeier einer Messe nach dem Messbuch von 1962 ermögliche. Gläubige, die dennoch eine von Priestern der Bruderschaft gehaltene Messe besuchen, verstoßen nur dann gegen kirchliches Recht, wenn sie in der Piusbruderschaft „die einzig wahre Kirche sehen und dies im äußeren Bereich sichtbar machen“. Bischof Athanasius Schneider sagte dazu, es gebe keine gewichtigen Gründe, dem Klerus und den Gläubigen der Priesterbruderschaft die offizielle kanonische Anerkennung zu verweigern. Indessen sollten sie so angenommen werden, wie sie seien.

### Versuche der Wiederannäherung unter Johannes Paul II. und Benedikt XVI.
Die von Johannes Paul II. eingesetzte Dialogkommission Ecclesia Dei unter Kardinal Dario Castrillon Hoyos führte unregelmäßige Gespräche mit der Priesterbruderschaft ohne greifbare Ergebnisse.
Im August 2005 empfing Papst Benedikt XVI. Bernard Fellay und Franz Schmidberger zu einem freundschaftlichen Meinungsaustausch. Im Umfeld seines ersten Konsistoriums am 24. März 2006 verstärkte der Vatikan sein Bemühen, den Anhängern der Piusbruderschaft eine vollkommenere Gemeinschaft mit der Römischen Kirche zu ermöglichen.
Der Papst erleichterte mit dem Motu Proprio Summorum Pontificum vom 7. Juli 2007 die Feier der Messe nach dem Messbuch von 1962. Zugleich ermächtigte er die Kommission Ecclesia Dei dazu, diese „außerordentliche Form des römischen Ritus“ zu organisieren. Kardinal Hoyos erklärte dazu, der Papst liebe den alten Ritus und wolle den Gläubigen der Piusbruderschaft damit volle Kirchengemeinschaft ermöglichen. Denn sie seien keine Schismatiker und Häretiker, nur ihre Bischöfe seien 1988 exkommuniziert worden.
Der französische Kirchenhistoriker Luc Perrin sah wenig Aussicht auf Versöhnung, da die Piusbruderschaft nicht nur bei der Liturgie Entgegenkommen fordere. Er wies darauf hin, dass ihre Führung jedes Mal, wenn Einigung mit dem Heiligen Stuhl möglich gewesen wäre, eine Periode des „kalten Krieges“ gegen diesen begonnen habe. Wegen fehlender dauerhafter Strukturen seien Verhandlungen stets fehlgeschlagen. Inzwischen seien sowohl bei nationalen Bischofskonferenzen als auch bei den Priestern der Piusbruderschaft enorme Widerstände gegen eine Einigung vorhanden.
Am 15. Dezember 2008 schrieb Bernard Fellay im Namen aller vier Bischöfe der Piusbruderschaft an Ecclesia Dei, man sei bereit, der katholischen Kirche zu dienen, ihre Lehren, den Primat Petri und seine Vorrechte zu akzeptieren. Dies erfüllte eine Bedingung des Heiligen Stuhles zur Aufhebung der Exkommunikation. Die von Papst Paul VI. approbierte Form der Messfeier lehnt die Bruderschaft weiterhin kategorisch ab.

### Aufhebung der Exkommunikation
Am 21. Januar 2009 hob der Präfekt der Kongregation für die Bischöfe, Giovanni Battista Kardinal Re, aufgrund einer „ausdrücklich[en,] vom Heiligen Vater Benedikt XVI. übertragenen Vollmacht“ und einer erneuten Bitte Bernard Fellays die Exkommunikation latae sententiae der vier irregulär geweihten Bischöfe auf. Er begründete diesen Schritt damit, dass er dem „spirituellen Unbehagen“ der exkommunizierten Bischöfe mit „väterlicher Einfühlsamkeit“ begegne und ihre kirchenrechtliche Lage überdenken wolle. Er glaube ihrer schriftlich zugesicherten Bereitschaft, mit dem Heiligen Stuhl ernsthaft über bestehende Differenzen zu reden, um „bald zu einer vollen und zufrieden stellenden Lösung des zugrunde liegenden Problems“ zu gelangen. Dieses „Geschenk des Friedens“ zum Ende der Weihnachtszeit solle die „Einheit in der Barmherzigkeit der Universalkirche“ fördern und „den Skandal der Spaltung“ überwinden.

### Reaktionen
Wegen ihres zeitlichen Zusammentreffens mit dem Bekanntwerden der erneuten Holocaustleugnung von Richard Williamson erschien die Aufhebung der Exkommunikation als Rehabilitation von Ansichten, die führende Mitglieder der Piusbruderschaft vertreten. Dies rief anhaltende inner- und außerkirchliche Proteste hervor.

#### Judentum
Aus Protest gegen die päpstliche Wiederaufnahme eines Holocaustleugners in die römisch-katholische Kirche setzte das israelische Oberrabbinat die Beziehungen zum Heiligen Stuhl am 21. Januar 2009 unbefristet aus. Am 23. Januar 2009 warnte ihn die Anti Defamation League schriftlich vor der Wiederaufnahme Williamsons in die römisch-katholische Kirche, die negative Folgen für deren Verhältnis zum Judentum haben werde. Ebenso warnte der römische Oberrabbiner Riccardo Di Segni den Papst vor negativen Folgen für das jüdisch-katholische Verhältnis und sprach von einer „tiefen Wunde“, die eine „Beendigung des Schismas“ und die „Wiederaufnahme der Lefebvristen in die Kirche“ reißen würde.
Der Zentralrat der Juden in Deutschland brach den Dialog mit der katholischen Kirche vorerst ab. Der israelische Minister für Religionsangelegenheiten, Jizchak Cohen, empfahl seiner Regierung am 31. Januar den Abbruch der diplomatischen Beziehungen zum Heiligen Stuhl. Diesen Vorschlag wies der israelische Außenminister jedoch zurück.

#### Theologen und Inhaber kirchlicher Ämter
Kritiker griffen meist nicht nur Aussagen aus der Piusbruderschaft, sondern auch die Papstentscheidung zur Aufhebung der Exkommunikation an. Der belgische Theologe Jean-Pierre Wils trat am 1. Februar 2009 deswegen aus der römisch-katholischen Kirche aus: Die Priesterbruderschaft sei eine „extrem reaktionäre und zutiefst antisemitische Gruppe, die mit Diktatoren und rechtsgerichteten Regimen sympathisiere“.
Die Theologin Uta Ranke-Heinemann nannte die Zurücknahme der Exkommunikation einen „schweren Fehltritt“. Der Moraltheologe Prof. Eberhard Schockenhoff meinte, die katholische Kirche würde sich hiermit „einen rechtsradikalen Sumpf sozusagen ins Haus holen, sie würde ihm Heimatrecht innerhalb der katholischen Kirche verschaffen.“
Einige deutsche Bischöfe kritisierten die Kurie, nahmen aber Papst Benedikt in Schutz. Karl Lehmann äußerte am 2. Februar 2009, Benedikt XVI. habe die Holocaustleugnung Williamsons vor dem Aufhebungsdekret gar nicht kennen können. Kardinal Hoyos aber hätte sich zuvor ein zutreffendes Bild von Williamson machen müssen. Dessen Wiederaufnahme sei eine Katastrophe für alle Holocaust-Überlebenden, für die es eine klare Entschuldigung „von hoher Stelle“ geben müsse. Dem Konflikt mit der Piusbruderschaft lägen inhaltlich-dogmatische Fragen zugrunde; sie habe sich nie mit Dignitatis humanae, den Auswirkungen der französischen Revolution, der Ökumene und Kollegialität der Bischöfe abgefunden. Dies versuche sie durch Konzentration auf die lateinische Liturgie zu verschleiern. Am 15. Februar forderte Lehmann eine rasche Entscheidung des Heiligen Stuhls zur Piusbruderschaft; es sei „fast lächerlich“, abzuwarten, bis Williamson geprüft habe, „ob der Holocaust stattgefunden hat oder nicht“. Mit derartigen „höhnischen Reaktionen“ sei die Entscheidung eigentlich schon gefallen.
Der Weihbischof in Hamburg, Hans-Jochen Jaschke, schlug am 3. Februar 2009 vor, den Prozess der Wiedereingliederung vorläufig zu stoppen. Franz-Josef Bode meinte, der Papst dürfe Holocaustleugnung in der Kirche keinesfalls dulden. Ein Kirchengericht müsse den Fall Williamson klären; dieser müsse Buße leisten. Es sei jedoch kaum vorstellbar, dass die Piusbruderschaft von ihren bisherigen Äußerungen zu den kirchlichen Reformen abrücken werde. Dann bleibe dem Papst nur die erneute und diesmal endgültige Exkommunikation. Ähnlich äußerten sich die Bischöfe Werner Thissen und Gebhard Fürst.
Reinhard Marx verlangte eine scharfe kirchliche Absage an den Antisemitismus, der Juden und Christen nie wieder entzweien dürfe. Der Präsident des päpstlichen Rates zur Förderung der Einheit der Christen, Walter Kasper, den Hoyos nicht vom Aufhebungsdekret informiert hatte, beklagte „Fehler im Management der Kurie“ und zu wenig „interne Kommunikation“. Die Aufhebung sei nur ein Dialogangebot an die Piusbruderschaft, keine vollgültige Wiederaufnahme.
Der Vorsitzende der Deutschen Bischofskonferenz, Robert Zollitsch, beklagte am 6. Februar 2009: Man habe „den Papst leichtfertig ins Messer laufen lassen“. Kardinal Hoyos hätte sich vor Bekanntgabe des Aufhebungsdekrets vergewissern müssen, „was für Personen“ die Betroffenen seien. Gerhard Ludwig Müller zufolge sollten die vier unerlaubt geweihten Bischöfe auf die Ausübung ihrer Weihevollmachten verzichten und könnten nur als einfache Priester eingesetzt werden.
Am 5. März 2009 erklärte die Deutsche Bischofskonferenz, die Piusbruderschaft sei kein Teil der katholischen Kirche und könne dies nur werden, wenn sie alle Beschlüsse des Zweiten Vatikanischen Konzils ohne Abstriche anerkenne. Nötig sei auch eine ernsthafte Distanzierung der ganzen Bruderschaft von Richard Williamson und von antisemitischen Haltungen. Dies sei jedoch zurzeit kaum zu erwarten. Kein Priester der Bruderschaft dürfe eine Messe feiern oder Sakramente spenden. Vergangene und angekündigte Priesterweihen dort verstießen gegen das Kirchenrecht; der Heilige Stuhl möge daher bald klären, welche Folgen dies hätte.
Der Theologe Hans Küng begrüßte die eindeutige Bejahung des Ökumenismus in der Erklärung, kritisierte aber, die Bischöfe hätten eine Fehlentscheidung des Papstes erneut als Kommunikationsproblem verschleiert und versäumt, die erneute Exkommunikation der Piusbruderschaft von ihm zu fordern. David Berger bezeichnete die Piusbruderschaft am 30. November 2012 als sektiererische Gruppe.

#### Außerkirchliche Stimmen
Für den Bonner Politikwissenschaftler Gerd Langguth ist die Piusbruderschaft ein „Fall für den Verfassungsschutz“, da sie einen „katholischen Gottesstaat“ anstrebe. Ihre Beobachtung forderten auch Volker Beck (Bündnis 90/Die Grünen), Klaus Uwe Benneter und Sebastian Edathy (SPD).
Journalisten kommentierten dazu oft die Haltung des damaligen Papstes: „Benedikt wusste, was er tat und mit wem er es zu tun hatte. Niemand im Vatikan kennt die Piusbruderschaft länger und wohl auch besser als er“, schrieb Daniel Deckers in der Frankfurter Allgemeinen Zeitung.
Friedrich Wilhelm Graf schrieb in der Neuen Zürcher Zeitung, wer glaube, der Papst habe nicht gewusst, was er mit der Aufhebung der Exkommunikation der schismatischen Bischöfe tat, könne sich durch die Lektüre der Schriften Joseph Ratzingers eines Besseren belehren lassen. Isolde Charim (Taz) meinte, die Piusbruderschaft habe für den Papst Vorbildcharakter, er setze mit ihrer Wiederaufnahme auf eine kämpferische Kernkirche von Überzeugten.
Dem Philosophiehistoriker Kurt Flasch (SZ) zufolge stimmen die Vorstellungen von der Kircheneinheit bei der Piusbruderschaft und Papst weitgehend überein. Die Aufhebung der Exkommunikation trotz im Vatikan bekannter antikonziliarer, antisemitischer und antimoderner Äußerungen sei daher gewollt, die möglichen Folgen seien bewusst missachtet worden.
Der österreichische Politiker Ewald Stadler (damals Abgeordneter für das BZÖ), ein jahrelanger Unterstützer der Piusbruderschaft, behauptete im Jahr 2009, diese wolle die Einheit mit Rom gar nicht; Williamson habe seine Holocaustaussagen bewusst getätigt, um den Einigungsprozess zu zerstören. Stadler verlangte ein Ultimatum des Vatikan an die Piusbruderschaft, um in die kirchliche Einheit zurückzukehren. Zugleich sollten die einzelnen Diözesen deren Laienmitgliedern die Wiedereingliederung erleichtern.
In ihrer Antwort auf eine parlamentarische Anfrage der Grünen-Bundestagsfraktion sah die Bundesregierung im Oktober 2010 keine hinreichenden verdachtsbegründenden Anhaltspunkte für eine verfassungsfeindliche Aktivität der Piusbruderschaft, so dass diese nicht vom Bundesamt für Verfassungsschutz beobachtet wird.

#### Priesterbruderschaft St. Pius X.
Bernard Fellay verbot Williamson am 27. Januar 2009 bis auf weiteres, Stellungnahmen zu politischen und historischen Sachverhalten abzugeben. Er habe Williamsons Antisemitismus nicht bemerkt. Dieser sei nicht die Position der Bruderschaft.
Am 29. Januar 2009 sagte Régis de Cacqueray de Valménier, Distriktleiter der Piusbruderschaft für Frankreich, die Kirchenkrise sei auf das Zweite Vatikanische Konzil selbst, nicht nur seine Auslegung zurückzuführen. Es sei daher an der Zeit, es Papst, Bischöfen und Priestern gegenüber zur Diskussion zu stellen. Der Kollegialitätsbegriff sei fragwürdig: Die Kirche sei eine Monarchie, an deren Spitze der Papst als König stehe.
Am 1. Februar 2009 reagierte Bernard Tissier de Mallerais in Italien auf den Papstaufruf zur Anerkennung des 2. Vatikanischen Konzils wie folgt:

„Wir ändern unsere Positionen nicht; sondern wir haben die Intention, Rom zu bekehren, das heißt, Rom zu unseren Positionen zu führen.“

Am 10. Februar erklärte Fellay auf schriftliche Anfrage, er habe Williamson sofort nach der Fernsehsendung vom 21. Januar aufgefordert, „diesen Unsinn zu korrigieren“, und am 31. Januar 2009 als Leiter des Priesterseminars in La Reja abgesetzt. Er bekräftigte, vorher nichts von Williamsons Aussagen zum Holocaust gewusst zu haben. Antisemitische Christen stellten ihr eigenes Heil in Frage, da Christus Jude gewesen sei. Das Christentum sei anderen Religionen überlegen, daher wünsche man sich einen Staat, der es bevorzuge. Zur innerchristlichen Ökumene gelange man nur, indem „sich die anderen Konfessionen zur Wahrheit der katholischen Kirche bekehren.“
Williamson hatte in einem öffentlichen Brief an Hoyos am 30. Januar bedauert, sein Interview sei „unbedacht“ gewesen, und beim Papst um Entschuldigung für die Folgen gebeten, aber seine Holocaustleugnung nicht zurückgenommen. Am 9. Februar erklärte er, er müsse die historischen Beweise für den Holocaust erst prüfen und werde dazu das Buch von Jean-Claude Pressac (Auschwitz. Technique and operation of the gas chambers) studieren. Das brauche Zeit.
Am 18. Februar 2009 erklärte Matthias Gaudron im ZDF, die Piusbruderschaft habe Richard Williamson ein Ultimatum bis Ende Februar gesetzt, seine Behauptungen zu widerrufen. Er habe seiner Gemeinschaft damit Schaden zugefügt. Traditionelle Katholiken hätten keinen Grund, Hitler und das NS-Regime zu verharmlosen.
Nach seiner staatlich erzwungenen Ausreise aus Argentinien bat Williamson am 26. Februar 2009 in einem offenen Brief an den Vatikan „alle, die sich aufgrund meiner Worte aufrichtig entrüstet haben, vor Gott um Vergebung.“ Er habe im schwedischen Fernsehen nur die 20 Jahre alte Meinung eines Nichthistorikers geäußert. Dies tue ihm angesichts der Folgen „besonders der Kirche, aber ebenso den Überlebenden und den Verwandten der Opfer der Ungerechtigkeit unter dem Dritten Reich“ gegenüber nun leid. Die Aussagen selbst nahm er wiederum nicht zurück.
Am 6. März 2009 kritisierte Franz Schmidberger die deutschen katholischen Bischöfe scharf: Sie verweigerten sich einem Dialog mit der Piusbruderschaft und lehnten mit ihrer Einstellung zur Rücknahme des Exkommunikationsdekrets implizit die päpstliche Autorität ab. Ihr Vorwurf des Antisemitismus oder Antijudaismus sei Verleumdung der Piusbruderschaft und ein Verstoß gegen das Gebot „Du sollst kein falsches Zeugnis geben!“ Die Piusbruderschaft habe sich sofort nach Bekanntwerden von Williamsons Äußerungen „klar und unmissverständlich von jeder Art von Verharmlosung der Naziverbrechen distanziert“. Die von Papst und Bischöfen geforderte Anerkennung des Zweiten Vatikanischen Konzils blieb aus.
Am 27. Juni 2009 weihte die Bruderschaft trotz Interventionen seitens der deutschen Bischöfe und einer Erklärung des Vatikans, wonach die Weihen „durchweg als illegitim anzusehen“ seien, im Priesterseminar zu Zaitzkofen bei Regensburg drei Priester. Der Vorgang wiederholte sich 2010, als die Bruderschaft am 26. Juni 2010 erneut ohne kirchliche Erlaubnis drei Priester weihte.

#### Heiliger Stuhl
Am 28. Januar 2009 erklärte Papst Benedikt XVI. zum Gedenktag der Befreiung des Vernichtungslagers Auschwitz seine „volle und unbestreitbare Solidarität“ mit den Juden und bat:

„Die Shoah sei für alle eine Mahnung gegen das Vergessen, gegen die Leugnung oder die Reduzierung.“

Er forderte die Piusbruderschaft auf, die weiteren notwendigen Schritte zur vollen Kirchengemeinschaft zu tun, das päpstliche Lehramt und das Zweite Vatikanische Konzil anzuerkennen.
Nachdem die deutsche Bundeskanzlerin Angela Merkel den Papst am 3. Februar zu einer Klarstellung bezüglich der Holocaustleugnung Williamsons aufgefordert hatte, verlangte das Staatssekretariat des Vatikans am Folgetag, Williamson müsse seine Aussagen zum Holocaust vollständig, eindeutig und öffentlich widerrufen. Andernfalls könne er keine Ämter in der katholischen Kirche übernehmen. Eine Frist dazu setzte es ihm nicht. Die „volle Anerkennung des Zweiten Vatikanischen Konzils und des Lehramts der Päpste Johannes XXIII., Paul VI., Johannes Paul I., Johannes Paul II. sowie Benedikt XVI.“ sei die „unerlässliche Bedingung“ für die „künftige Anerkennung der Bruderschaft St. Pius X.“ Die Aufhebung der Exkommunikation habe deren kirchenrechtliche Lage noch nicht verändert.
Nach Presseberichten vom 4. Februar 2009 stuften Vatikanvertreter die Sendung des Williamson-Interviews vom 21. Januar 2009 intern als „gezieltes Komplott“ und „bewusst gestellte Falle“ ein, mit der bestimmte Medien dem Papst zu schaden versucht hätten. Dem widersprachen die schwedischen Journalisten, die das Interview geführt hatten.
Nach einem internen Dossier soll der Papst dagegen von eigenen Mitarbeitern in eine vorbereitete Falle gelockt worden sein. Andere Vatikanvertreter sprachen von „ignoranter Schlamperei und mangelhafter Kommunikation in der Kurie“. Das Vatikanische Staatssekretariat habe die Veröffentlichung des Aufhebungsdekrets am 24. Januar noch vergeblich zu verhindern versucht. Dem widersprach Kardinal Hoyos: Er habe bis zum Dekret des Papstes nichts von antisemitischen Ansichten Williamsons bemerkt. Sein Mitarbeiter Camillo Perl erklärte, man habe politische Ansichten der Piusbischöfe nicht geprüft, da die meisten Kardinäle die Aufhebung ihrer Exkommunikation schon Ende 2007 befürwortet hätten, um das bereits eingetretene Schisma zu überwinden.
Vatikansprecher Federico Lombardi erklärte am 6. Februar 2009, die Williamsonaffäre habe „Kommunikationsdefizite in der Kurie“ aufgedeckt. Jede Abteilung kommuniziere eigenständig, ohne immer mit der Presseabteilung des Vatikans zusammenzuarbeiten. Das Aufhebungsdekret sei mangelhaft vorbereitet worden; wäre die Klarstellung des Vatikanischen Sekretariats vom 4. Februar gleichzeitig erfolgt, hätte die Affäre vermieden werden können. Benedikt XVI. habe vor der Aufhebung der Exkommunikation nichts von den Aussagen Williamsons gewusst.
In einem Brief vom 11. März 2009 an seine Mitbischöfe bedauerte der Papst, dass sein „Gestus der Barmherzigkeit“ durch die Holocaustleugnung durch Williamson überlagert worden sei. „Grenze und Reichweite“ der Aufhebung der Exkommunikation seien „bei der Veröffentlichung des Vorgangs nicht klar genug dargestellt worden“. Der Heilige Stuhl müsse in Zukunft aufmerksamer auf Nachrichten aus dem Internet achten. Dann erläuterte er seine Motive für das Aufhebungsdekret: Er denke dabei „zum Beispiel an die 491 Priester. Das Geflecht ihrer Motivationen können wir nicht kennen. Aber ich denke, daß sie sich nicht für das Priestertum entschieden hätten, wenn nicht neben manchem Schiefen oder Kranken die Liebe zu Christus da gewesen wäre“. Trotz mancher „Misstöne“ aus der Bruderschaft fragte er:

„Aber sollte die Großkirche nicht auch großmütig sein können im Wissen um den langen Atem, den sie hat; im Wissen um die Verheißung, die ihr gegeben ist?“

Die Aufhebung der Exkommunikation betreffe nur die „disziplinäre Ebene“ und die vier Bischöfe als Personen. Davon sei „der doktrinelle Bereich zu unterscheiden, […] bei der Amt und Institution in Frage stehen“. In Bezug darauf gelte:

„Solange die doktrinellen Fragen nicht geklärt sind, hat die Bruderschaft keinen kanonischen Status in der Kirche und solange üben ihre Amtsträger, auch wenn sie von der Kirchenstrafe frei sind, keine Ämter rechtmäßig in der Kirche aus.“

Zur Klärung dieser wichtigen doktrinellen Fragen solle die Kommission Ecclesia Dei mit der Glaubenskongregation zusammengeschlossen werden. Außerdem würden deren kollegiale Organe, „besonders die regelmäßige Kardinalsversammlung an den Mittwochen und die ein- bis zweijährige Vollversammlung“ sowie „die Einbeziehung der Präfekten verschiedener römischer Kongregationen und des weltweiten Episkopats in die zu fällenden Entscheidungen“ die Prüfung aller Lehrdifferenzen mit der Piusbruderschaft garantieren.
Er wies ferner auf Vorbehalte der Piusbruderschaft, aber auch mancher ihrer Gegner gegen die fortlaufende päpstliche und konzilische Lehrautorität hin:

„Man kann die Lehrautorität der Kirche nicht im Jahr 1962 einfrieren – das muß der Bruderschaft ganz klar sein. Aber manchen von denen, die sich als große Verteidiger des Konzils hervortun, muß auch in Erinnerung gerufen werden, daß das II. Vaticanum die ganze Lehrgeschichte der Kirche in sich trägt. Wer ihm gehorsam sein will, muß den Glauben der Jahrhunderte annehmen und darf nicht die Wurzeln abschneiden, von denen der Baum lebt.“

Zur Klärung der doktrinellen Fragen diskutierte Rom mit den Piusbrüdern bis zum Jahr 2011. Nach Abschluss der Gespräche legte Rom der Bruderschaft am 14. September 2021 eine als lehrmäßige Präambel bezeichnete Erklärung vor, deren Unterzeichnung durch die Bruderschaft notwendig sei, um deren Treue zum Lehramt der katholischen Kirche zu garantieren. Ende November 2011 erklärte Bernard Fellay, dass die Erklärung in der vorliegenden Form für die Bruderschaft nicht annehmenbar sei, diese aber versuche, mit der Amtskirche im Hinblick auf Ergänzungen und Veränderungen der Präambel im Gespräch zu bleiben.

### Annäherungsversuche während des Pontifikats von Papst Franziskus
Am 5. Dezember 2014 besuchte Kardinal Walter Brandmüller das Priesterseminar der Piusbruderschaft in Zaitzkofen. Am 11. Februar 2015 traf sich Athanasius Schneider ORC, ein Mitglied des Engelwerkes und Weihbischof im Bistum Karaganda, zwecks Gesprächen über die Autorität des Vaticanums im Priesterseminar Winona (USA) mit dem damaligen Generaloberen der Piusbruderschaft, Bernard Fellay, nachdem er bereits am 16. Januar 2015 das Seminar der Bruderschaft in Flavigny-sur-Ozerain besucht hatte.
Am 1. September 2015 schrieb Papst Franziskus: „Ich vertraue darauf, dass in naher Zukunft Lösungen gefunden werden können, um die volle Einheit mit den Priestern und Oberen der Bruderschaft wiederzugewinnen“, und legte fest, dass Gläubige, die im Heiligen Jahr bei Priestern der Piusbruderschaft das Bußsakrament empfingen, dies gültig und erlaubt täten.
Die Priesterbruderschaft drückte in einem Kommuniqué des Generalhauses dem Papst für seine väterliche Geste ihren Dank aus. Mit dem apostolischen Schreiben Misericordia et misera zum Abschluss des heiligen Jahres der Barmherzigkeit wurde unter anderem die zeitliche Beschränkung dieser Erlaubnis für die Gläubigen aufgehoben, „so möge keinem das sakramentale Zeichen der Versöhnung durch die Vergebung der Kirche je fehlen“.
Anfang April 2017 erteilte Papst Franziskus den Gläubigen aus pastoralen Gründen die Erlaubnis, die Ehe auch in Gottesdiensten bei der Priesterbruderschaft St. Pius zu schließen, wobei die Assistenz von einem Diözesanpriester durchgeführt werden solle, jedoch auch vom Ortsbischof an einen Priester der Bruderschaft übertragen werden könne. Am Status der Bruderschaft ändere das nichts. Die kirchenrechtliche Gültigmachung von Ehen, die bei der Priesterbruderschaft St. Pius X. geschlossen wurden, erfolgt in der Praxis durch nachträgliche Eintragung in das Ehebuch der Wohnpfarrei.

### Übernahme der Minoritenkirche
Im Mai 2021 übernahm die Priesterbruderschaft die Minoritenkirche in Wien, nachdem sie in Österreich lange auf der Suche nach einer zentral gelegenen Kirche gewesen war. Ende 2020 nahm der Verein Italienische Kongregation Maria Schnee als Eigentümer der Kirche Kontakt mit der Priesterbruderschaft auf und schlug vor, ihr die Verantwortung der Kirche zu übertragen. Am 20. Mai 2021 beschlossen die Mitglieder der Kongregation einmütig die Übertragung, und am 25. Mai unterschrieben beide Parteien den Schenkungsvertrag. Das Erzbistum Wien war an der Übertragung nicht beteiligt. Die Minoritenkirche ist das Zentrum für das Apostolat der Bruderschaft in der österreichischen Hauptstadt und dient für größere und wichtigere liturgische Feiern.

### Abspaltungen
Die Piusbruderschaft war immer wieder der Gefahr von Abspaltungen ausgesetzt, zum einen von solchen Mitgliedern, die in die volle Einheit mit der römischen Kirche zurückstrebten, zum anderen von solchen, die sich weigerten, die Rechtmäßigkeit der nachkonziliaren Päpste anzuerkennen.

#### Das „nordamerikanische Schisma“
Als nordamerikanisches Schisma bezeichnete Schmidberger in seinen Erinnerungen die Abspaltung von neun Priestern der Bruderschaft im nordamerikanischen Distrikt. Dort war es zu Streitigkeiten über die Gültigkeit der liturgischen Reformen von Johannes XXIII. gekommen, die Lefebvre – anders als die von Paul VI. eingeführten Neuerungen – akzeptierte, und zur Frage der Rechtmäßigkeit der Pontifikate der nachkonziliaren Päpste. Lefebvre forderte Gehorsam, gerade auch in seiner Ablehnung sedisvakantistischer Positionen. Nachdem Lefebvre zunächst Donald Sanborn als Regens des Priesterseminars in Ridgefield abgesetzt und Richard Williamson mit dieser Aufgabe betraut hatte, kam es am 27. April 1983 zu einer Aussprache mit der Leitung des nordamerikanischen Distrikts, insbesondere dem Distriktsoberen, Clarence Kelly, und dem Ökonom des Distrikts, Anthony Cekada. Nachdem diese größere Freiheiten im Bereich der lehrmäßigen und geistigen Ausrichtung des Distrikts gefordert hatten, soll sich Lefebvre an die Versammelten gewandt und erklärt haben: „Seit mehreren Jahren habe ich immer wieder versucht, Ihre Haltung zurechtzubiegen, umsonst. Wir verstehen uns nicht; nehmen Sie Ihre Freiheit. So können wir nicht weiterarbeiten.“ Damit war der Bruch vollzogen. Neun Mitbrüder, allen voran P. Kelly als Distriktsoberer, verließen die Bruderschaft. Die meisten von ihnen fanden sich für kurze Zeit in der von Kelly neu errichteten Priesterbruderschaft St. Pius V. zusammen, wo es allerdings zu neuen Spaltungen kam. Zusammen mit den neun Priestern verlor der Distrikt auch ein Drittel seiner Seminaristen. Es folgten Rechtsstreitigkeiten um das Eigentum der Bruderschaft, die nach vier Jahren mit einem Kompromiss endeten. Neuer Oberer des Distrikts wurde zusätzlich zu seinen Aufgaben als Regens des Priesterseminars Richard Williamson.

#### Austritt von vier Priestern in Italien
In Italien verließen 1985 vier Priester die Bruderschaft, die den amtierenden Papst (Johannes Paul II.) nicht als rechtmäßiges Oberhaupt akzeptieren konnten. Es handelte sich hierbei um Francesco Ricossa, Franco Munari, Curzio Nitoglia und Giuseppe Murro. In der sedisvakantistischen Zeitschrift Einsicht wurde ein Widerruf der vier wegen verschiedener angeblicher Irrtümer, die sie in ihrer Zeit in der Priesterbruderschaft geäußert hätten, veröffentlicht. Der Text war zuvor schon an anderer Stelle publiziert worden. Nach ihrer Zeit in Econe gründeten die vier Priester das Institut der Mutter vom guten Rat und vertraten eine sedisprivationistische Position.

#### Gründung der Petrusbruderschaft nach den „unerlaubten Bischofsweihen“
In Sorge um die durch die Bischofsweihen 1988 vollzogene weitere Trennung von Rom verließ eine Gruppe von Priestern um Josef Meinrad Bisig die Piusbruderschaft. Sie wandten sich an Rom, wo ihnen vor allem Kardinal Ratzinger die notwendigen Kontakte vermittelte, um mit der Petrusbruderschaft wieder in die Gemeinschaft der Römisch-Katholischen Kirche zurückzukehren.

## Initiativen der Priesterbruderschaft St. Pius X.
- Katholische Jugendbewegung: Eine Vereinigung von mehreren hundert Jugendlichen im deutschsprachigen Raum, die die Messen der Bruderschaft besuchen und die sich für das „soziale Königtum Christi“ und die politischen Interessen der katholischen Kirche einsetzen. In anderen Ländern gibt es vergleichbare Jugendbewegungen wie die Asociación Nacional de la Juventud Mariana in Mexiko oder die Mouvement de la Jeunesse Catholique de France in Frankreich. Diese sind zum Teil für ihre Teilnahme an der Katholischen Aktion und an öffentlichkeitswirksamen Veranstaltungen bekannt.
- Militia Immaculatae (MI),[113] eine Vereinigung für die Marienverehrung nach dem Vorbild des Priesters und NS-Widerstandskämpfers Maximilian Kolbe
- Rosa Mystica Medical Mission,[114] die sich für die medizinische Versorgung von Menschen in Entwicklungsländern einsetzt
- SOS Africa – Faith without borders,[115] für Evangelisationen und Hilfsprojekte in Afrika
- Ärztevereinigung St. Lukas:[116] Ein Zusammenschluss von Ärzten und Pflegern, die die Medizin aus dem Blickwinkel der katholischen Ethik im Sinne der Bruderschaft erörtern
- Fond der barmherzigen Liebe:[117] Eine als gemeinnützig anerkannte bruderschaftsnahe Stiftung mit Sitz in Weihungszell, die sich unter anderem für das St.-Theresien-Gymnasium[118] und für die Opfer der Flutkatastrophe 2021 eingesetzt hat.

## Bekannte Angehörige

### Generalobere
| Name               | Amtszeit  | Zusatz                                        |
| ------------------ | --------- | --------------------------------------------- |
| Marcel Lefebvre    | 1970–1982 | Gründer der Priesterbruderschaft St. Pius X.  |
| Franz Schmidberger | 1982–1994 | deutscher Distriktoberer 1979–1982; 2006–2013 |
| Bernard Fellay     | 1994–2018 | 1988 Bischofsweihe durch Lefebvre             |
| Davide Pagliarani  | seit 2018 |                                               |

### Weitere bekannte Angehörige
- Robert Brucciani (* 1968)
- Matthias Gaudron (* 1965)
- Niklaus Pfluger (* 1958)

### Bekannte Unterstützer
- Heinz-Lothar Barth (* 1953), Altphilologe und Liturgieforscher, Gründer der FSSPX-nahen Schönenberger Sommerakademie
- François Ducaud-Bourget (1897–1984), französischer Priester, Dichter und Mitglied des französischen Widerstandes gegen den Nationalsozialismus
- Pfarrer Peter Fuchs von der evangelikal[119] ausgerichteten Menschenrechtsorganisation Christian Solidarity International, regelmäßiger Referent[120]
- Gebhard Heyder (1904–1994),[121] Karmelitenpater und Widerstandskämpfer gegen den Nationalsozialismus, gab 1977 Exerzitien am FSSPX-Seminar in Weissbad[122]
- Walter Hoeres (1928–2016), Philosoph
- Rose Hu (1933–2012), Internierte in einem chinesischen Straflager[123]
- Rafael Hüntelmann (* 1958), Philosoph und Geschäftsführer des bruderschaftnahen Civitas-Instituts
- Bischof Vitus Huonder (1942–2024), Schweizer Bischof und Alttestamentler
- Petra Kehl (* 1965), Historikerin und Referentin[124]
- Georg May (* 1926), Theologe und Kirchenrechtler[125]
- Peter Metz (1901–1985), Kunsthistoriker
- Hans Milch (1924–1987), hessischer Pfarrer und Konzilsgegner, brachte die FSSPX nach Deutschland
- Inge M. Thürkauf (* 1939), Publizistin zu soziologischen und theologischen Themen
- Max Thürkauf (1925–1993), Chemiker
- Erich Vermehren (1919–2005), Geheimdienstagent, Gegner des Nationalsozialismus und Gründungspräsident von Una Voce
- Victoria Villarruel (* 1975),[126] argentinische Juristin und Politikerin
- Dieter J. Weiß (* 1959), Historiker, Referent der Schönenberger Sommerakademie[127]

## Positionen der Priesterbruderschaft sowie einzelner Mitglieder

### Standpunkte

#### Kritik an der katholischen Kirche
Die Priesterbruderschaft St. Pius versteht sich als Hüterin einer „traditionellen, katholischen Weltsicht“. Ihr Zentrum sieht sie in der „Weitergabe des unverkürzt geoffenbarten Glaubens“. In die katholische Kirche sei der Modernismus eingedrungen.
Die Priesterbruderschaft wirft dem Zweiten Vatikanischen Konzil, das sie als „glückloses Reformkonzil“ bezeichnet, vor, Dinge gesagt zu haben, „die sich nicht mit der traditionell katholischen Lehre vereinbaren lassen“. Vor allem vier Punkte werden immer wieder angeprangert: eine falsch ausgelegte Religionsfreiheit, der Ökumenismus, die Kollegialität und die Liturgiereform von 1969.

#### Modernismuskritik
Unter Modernismus versteht die Piusbruderschaft die „irrige Überzeugung, dass der Mensch das oberste Maß aller Dinge sei“. Diese Weltsicht stehe „in direktem Widerspruch zum katholischen Glauben“. Den Modernisten wirft sie vor, sich auf den rein natürlichen und menschlich erfassbaren Teil der Realität zu begrenzen, während sie selber überzeugt sei, dass es auch eine höhere übernatürliche Wirklichkeit gibt.

#### Ökumenismuskritik
Die Priesterbruderschaft St. Pius lehnt das Streben nach Dialog und Kompromiss mit anderen Religionen ab, wenn dieses Streben „ohne Rücksicht auf die Wahrheit“ vor sich gehe. Sie ist überzeugt, dass nur der Katholizismus die „wahre und direkt von Gott geoffenbarte Religion“ sei; richtig verstandener Ökumenismus bestehe darin, „Gottes geoffenbarte Wahrheiten zu verteidigen und die Bekehrung zur wahren Religion zu fördern“.

#### Kritik an der Kollegialität der Kirche
Die Kollegialität bedrohe „die klare hierarchische Struktur der Kirche“. Demokratische Prozesse seien nicht mit der Struktur der Kirche vereinbar.

#### Kritik an der Liturgieform
Die Piusbruderschaft hält an den liturgischen Büchern fest, die im Jahr 1962 in Geltung waren. Sie sieht in den liturgischen Änderungen in der katholischen Kirche, insbesondere im Novus ordo missae von 1969, eine Anpassung an den modernen Zeitgeist und lehnt diese Anpassung ab. „Die große ideologische Verschiebung seit dem Zweiten Vatikanischen Konzil musste darum auch eine neue Gebetsordnung und eine geänderte Liturgie hervorbringen.“

### Ablehnung des weltanschaulich neutralen Staates
In einer Predigt zu Allerheiligen 1990 im schweizerischen Ecône sagte Lefebvre:

„Die Laizität ist der öffentliche Atheismus und das ist eine schwere Sünde. Der Atheismus beruht auf der Erklärung der Menschenrechte. Die Staaten, die sich seither zu diesem offiziellen Atheismus bekennen, befinden sich in einem Zustand dauernder Todsünde.“

Am 2. April 2006 erklärte der damalige Generalobere der Bruderschaft Bernard Fellay in einer Predigt:

„Da erklärt [Papst Benedikt] uns, der moderne Staat habe sich seit dem 19. Jahrhundert, wo er von der Kirche verurteilt wurde, verändert. Heute sei der moderne Staat besser, versöhnlicher, weniger radikal und folglich musste die Kirche auf dem Konzil bezüglich des Verhältnisses zum Staat eine neue Haltung einnehmen. Und indem sich die Kirche eines der fundamentalen Prinzipien des modernen Staates zu eigen machte, nämlich die Neutralität, die Unparteilichkeit allen Religionen gegenüber, konnte die Kirche ihr (eigentliches) Erbe wiederfinden. […] Anders ausgedrückt erklärt der Papst, 1700 Jahre der Kirchengeschichte sei außerhalb der Lehre Unseres Herrn abgelaufen; die Kirche habe während 1700 Jahren ihr Erbe verloren und jetzt wiederentdeckt, indem sie auf den katholischen Staat verzichtet. Wenn das kein Bruch sein soll, was ist es dann?“

Auch der damalige deutsche Distriktobere Franz Schmidberger lehnt in einem 2007 veröffentlichten Beitrag die religiöse Neutralität des Staates ab und plädiert für eine „christliche Gesellschaftsordnung“, in der etwa die Todesstrafe gälte, „keine zivile Ehescheidung“ vorgesehen sei, eine Unauflöslichkeit der Ehe als „einer ihrer Grundpfeiler“ bestehe, „den vorehelichen und außerehelichen Beziehungen“ der „Kampf“ angesagt werde und der „Vertrieb von empfängnisverhütenden Mitteln“ verboten werde, ebenso wie Zinsspekulation, Großbanken, Abtreibung, „Gotteslästerung, Homosexualität und Pornographie“. Er fordert, dass die „Gewalt in Staat und Gesellschaft“ „nicht vom Volke“, nicht „von der Basis“ ausgehen dürfe, „sondern von Gott […] folglich bezeichnet das Volk in Wahlen allein diejenigen, die es regieren sollen, verleiht ihnen aber nicht die Autorität; ebenso wenig kann es Regierungen beliebig absetzen.“ Statt eines Parteiensystems empfiehlt er, dass an deren „Stelle jene christlichen Männer treten, die sich durch sittliche Reife und Lebenserfahrung, durch Gerechtigkeitssinn und Sorge um das Gemeinwohl auszeichnen“.
Die Priesterbruderschaft St. Pius sieht es als einen Missbrauch der menschlichen Freiheit an, wenn die Freiheit benutzt wird, um etwas zu wählen, „was der objektiven Ordnung und dem Willen Gottes entgegengesetzt“ ist. Jeder Mensch habe die Pflicht, „die Religion zu wählen, die mit der objektiven Wahrheit, mit Gottes Plan für das Universum und mit der Offenbarung übereinstimmt“.

### Kontakte zu Rechtsextremisten, Haltung zu rechtsgerichteten Diktaturen
Schon in den 1970er Jahren soll Lefebvre in Predigten Aussagen getätigt haben, wonach die Militärjunta von Argentinien und die Diktatur in Chile unter Augusto Pinochet vorbildliche Regierungen seien. Lobende Worte fand er auch für die Diktatoren Francisco Franco, António de Oliveira Salazar und Philippe Pétain, dessen Vichy-Regime ein brisantes Verhältnis zum Nationalsozialismus hatte. Er wurde von reaktionären Aristokraten, die die Monarchie befürworteten, und von autoritär-republikfeindlichen Kreisen des Großbürgertums finanziell unterstützt. Die Piusbruderschaft nahm mehrfach an Pilgerfahrten zum Grab Pétains teil. Dabei verglich der französische Distriktobere der Bruderschaft, Abbé Regis de Cacqueray, 2007 den „Kampf von Pétain für Frankreich“ mit dem „Kampf Lefebvres für die katholische Kirche“.
Die Pariser Kirche Saint-Nicolas-du-Chardonnet, die seit 1977 von Anhängern der Piusbruderschaft genutzt wird, hat sich seither zu einem Zentrum der extremen Rechten entwickelt. Führende Vertreter wie Jean-Marie Le Pen, der Gründer des Front National, haben diese oft besucht, für andere wurden nach ihrem Tod Gedenkmessen abgehalten.
Philippe Laguérie, der von 1979 bis zu seinem Ausschluss 2004 Mitglied der Piusbruderschaft war, erklärte 1991, dass der Front National die Partei sei, die am wenigsten weit vom Naturrecht entfernt sei. 1996 zelebrierte er ein Requiem für den verurteilten Kriegsverbrecher Paul Touvier, der Opfer eines Komplotts geworden sei, und erklärte sich zum Anwalt Touviers vor Gott. Vor dem letzten Gericht gebe es „keine Medien, keine Medienkampagnen, keine Lobbys, keine Interessengruppen, weder Kommunisten noch Freimaurer, keine Nebenkläger und keine LICRA“.
Der deutsche Distriktobere Markus Heggenberger (1997–2006) war auch Referent des inzwischen aufgelösten Cannstatter Kreises der Stuttgarter FDP, den der Verfassungsschutz als rechtsextrem einstufte. Am 2. Juni 2008 sollte der österreichische Rechtsextremist Richard Melisch in der Kirche des Priorats St. Athanasius in Stuttgart – seit 1984 Sitz des deutschen Distriktoberen – ein Referat zu den „Gefahren der Globalisierung“ halten. In der Einladung war von einem „Angriffskrieg“ der Globalisierer und einer „Allianz von Pentagon & Wall Street“ die Rede, die ihre „Welteroberungspläne“ schriftlich veröffentlicht hätten. Kurz vor Beginn wurde der Vortrag abgesagt.
Im April 2010 sollte bei der Piusbruderschaft in Stuttgart der Rechtsextremist Walter Marinovic mindestens zweimal über die „Überfremdung und Islamisierung Europas“ referieren. Nach einem entsprechenden Beitrag des Fernsehmagazins Report Mainz wurde die Veranstaltung abgesagt. Nach Recherchen des Magazins war Marinovic bereits in der Vergangenheit bei der Bruderschaft aufgetreten.
Am 15. Oktober 2013 stellte die Bruderschaft ihre Niederlassung im italienischen Albano Laziale zu einer Trauerfeier für den nationalsozialistischen Kriegsverbrecher Erich Priebke bereit. Die Totenmesse wurde nach Auseinandersetzungen zwischen rund 500 protestierenden Anwohnern und angereisten Neonazis abgebrochen. Die Behörden ordneten daraufhin an, Priebke an einem geheimen Ort beizusetzen. Pater Marco Bongi, der Distriktobere der Piusbruderschaft in Italien, begründete die Beerdigung damit, dass Priebke in den Nachkriegsjahren vom Protestantismus zur katholischen Kirche übergetreten sei und seine Kriegsverbrechen öffentlich bereut habe.

### Antijudaismus und Antisemitismus sowie Holocaustleugnung durch mittlerweile ausgeschlossene Mitglieder
Führende Vertreter der Priesterbruderschaft sind öfter mit antijudaistischen und antisemitischen Aussagen hervorgetreten. So schrieb Lefebvre am 31. August 1985 an Papst Johannes Paul II., die Feinde der Kirche seien z. B. Juden, Kommunisten und Freimaurer. Damit griff er das seit 1790 bekannte Motiv einer christentumsfeindlichen Allianz von Juden und Freimaurern auf.
1997 bezeichnete einer der Traditionalistenbischöfe, Bernard Tissier de Mallerais, Juden als Hauptaktivisten beim Kommen des Antichristen.
Die belgische Webseite Joods Actueel zitierte eine Passage der US-amerikanischen Website der Piusbruderschaft, wonach das „internationale Judentum“ die christlich-katholische Ordnung zerstören wolle: „Das Geld, die Medien und die internationale Politik sind zu großen Teilen in den Händen der Juden.“
Das Southern Poverty Law Center zählte 2009 zahlreiche Beispiele judenfeindlicher Agitation innerhalb der Piusbruderschaft auf, unter anderem einen Artikel zweier Priester der Bruderschaft, der sich dafür aussprach, Juden in Ghettos zu isolieren, da Juden dafür bekannt seien, Christen zu töten.
Der inzwischen von der Bruderschaft ausgeschlossene Richard Williamson vertrat in Reden und Predigten die antisemitische Theorie eines Weltjudentums. Die antisemitische Hetzschrift Protokolle der Weisen von Zion wurde von ihm mehrfach als authentische Informationsquelle bezeichnet. Ferner vertrat Williamson wiederholt israelfeindliche Positionen.
Franz Schmidberger schrieb im Oktober 2008 an alle 27 deutschen römisch-katholischen Bischöfe:

„Mit dem Kreuzestod Christi ist der Vorhang des Tempels zerrissen, der Alte Bund abgeschafft, wird die Kirche, die alle Völker, Kulturen, Rassen und sozialen Unterschiede umfasst, aus der durchbohrten Seite des Erlösers geboren. Damit sind aber die Juden unserer Tage nicht nur nicht unsere älteren Brüder im Glauben, wie der Papst bei seinem Synagogenbesuch in Rom 1986 behauptete; sie sind vielmehr des Gottesmordes mitschuldig, so lange sie sich nicht durch das Bekenntnis der Gottheit Christi und die Taufe von der Schuld ihrer Vorväter distanzieren. Im Gegensatz dazu behauptet das II. Vatikanum, man könne die Ereignisse des Leidens Christi weder allen damals lebenden Juden ohne Unterschied noch den heutigen Juden zur Last legen (§ 4).“

Nachdem die Zeitschrift Der Spiegel diese Aussagen veröffentlicht hatte, korrigierte Schmidberger sich am 20. Januar 2009:

„Die Aussage, die heutigen Juden trügen die Schuld ihrer Väter, muss auf jene Juden eingeschränkt werden, welche die Tötung Jesu Christi gutheißen. Sie ist in der zitierten Verallgemeinerung unrichtig.“

Er blieb aber dabei, dass Jesus Christus auch für die heutigen Juden der einzige Weg zum Heil, das Judentum also überholt sei. Schon weil Jesus und alle Apostel Juden waren, könne „kein aufrechter Christ Antisemit sein“.
Der Distriktobere der Piusbruderschaft in Österreich, Helmut Trutt, bezeichnete den Verzicht auf Judenmission am 7. Februar 2009 als Irrlehre: Juden sei die Erlösung allein durch Jesus Christus ebenso wie Heiden zu vermitteln.
Am 10. Februar 2009 berichtete der „Spiegel“ über antijudaistische Aussagen in der Piusbruderschaft, unter anderem in deren Mitteilungsblatt für den deutschen Sprachraum.
Der der Piusbruderschaft nahestehende Philologe und Verfasser theologischer Essays Heinz-Lothar Barth vertritt die traditionelle Substitutionstheologie, wonach der neue Bund in Jesus Christus den alten Bund Gottes mit Israel aufgehoben habe, als Hintergrund der tridentinischen Messfeier. Im März 2007 begrüßte er deshalb deren Wiederzulassung durch Papst Benedikt XVI., zunächst mit einer unveränderten Karfreitagsfürbitte für die Juden nach Messbuch von 1962, und wies die innerkatholische Kritik daran zurück.
Die Erklärung Nostra Aetate des Zweiten Vatikanischen Konzils hatte demgegenüber die Gottesmordtheorie und Substitutionstheologie verworfen und das aktive Bekämpfen des Antisemitismus und Antijudaismus zur christlichen Pflicht erklärt.
Im Herbst 2011 stellte der Distriktssuperior für Frankreich Régis de Cacqueray die Frage, wie jemand glaube könne, dass Gott „an Gebeten der Juden Freude“ habe, die ihren Vätern, die seinen Sohn gekreuzigt hätten, die Treue hielten und den dreieinigen Gott verleugneten.
Während einer Rede am 28. Dezember 2012 an der Our Lady of Mount Carmel Academy in New Hamburg (Ontario) bezeichnete der damalige Generalobere Bernard Fellay „die Juden, die Freimaurer, die Modernisten“ als „die Feinde der Kirche“. In Bezug auf die Juden wies Vatikansprecher Federico Lombardi Fellays Behauptung zurück.
Am 12. November 2013 unterbrachen Anhänger der Piusbruderschaft eine katholisch-jüdische Gedenkveranstaltung anlässlich der nationalsozialistischen Novemberpogrome 1938, die in der Kathedrale von Buenos Aires abgehalten wurde. Der Distriktssuperior der Piusbruderschaft in Südamerika, Christian Bouchacourt, begrüßte die Störung der Veranstaltung und erklärte, katholische Kirchen dienten nicht dem Kult anderer Religionen. Mehrere christliche Organisationen in Argentinien übten daraufhin Kritik an der Piusbruderschaft. Das Erzbistum Buenos Aires teilte mit, die Veranstaltung sei keine Messe gewesen, sondern ein Akt der Erinnerung an den Beginn einer Tragödie. Die Piusbruderschaft wisse dies genau und habe mit anderen Absichten gehandelt.
1987 verteidigte der Priester Philippe Laguérie den Vorsitzenden des Front National, Jean-Marie Le Pen, mit den Worten, dieser sei ein Opfer des „jüdischen Finanzkapitals“, das Frankreich seit 45 Jahren tyrannisiere. Die Thesen der Holocaustleugner Henri Roques und Robert Faurisson seien „absolut wissenschaftlich“. Le Pen hatte zuvor den Holocaust in Frage gestellt.
Im April 1989 leugnete Richard Williamson in seiner Predigt während der Messe im kanadischen Sherbrooke mit Bezug auf das Vernichtungslager Auschwitz den Holocaust. 2008 äußerte er sich ähnlich unter Berufung auf den Leuchter-Report.
Am 27. Januar 2009 reagierte Schmidberger nach internationaler Presseberichterstattung auf Williamsons Holocaustleugnung wie folgt:

„Die Verharmlosung der Judenmorde des NS-Regimes und dessen Greueltaten sind für uns inakzeptabel. Die Verfolgung und Ermordung von zahllosen Juden im Dritten Reich berührt uns äußerst schmerzlich, verletzt sie doch zutiefst das christliche Gebot der Nächstenliebe, die keine ethnischen Unterschiede kennt.“

Der Priester und damalige Regionalleiter der Piusbruderschaft in Nordost-Italien, Pater Florian Abrahamowicz, der 2007 durch eine tridentinische Messfeier für den damaligen Lega-Nord-Vorsitzenden Umberto Bossi bekannt wurde, bezweifelte im Januar 2009 den Vernichtungszweck der Gaskammern und die Gesamtzahl der Holocaustopfer:

„Ich weiß, dass die Gaskammern zur Desinfektion benutzt wurden. Ich weiß nicht, ob darin Menschen zu Tode gekommen sind.“

 Weiter behauptete Abrahamowicz, „wenn Williamson den Völkermord an den Armeniern geleugnet hätte, wäre nichts passiert“. Im Februar 2009 schloss ihn die Piusbruderschaft wegen dieser Äußerungen aus.
Bischof Williamson selbst blieb hingegen zunächst Mitglied der Piusbruderschaft, 2012 wurde auch er aus der Priesterbruderschaft ausgeschlossen. Der Generalsekretär des Zentralrats der Juden in Deutschland, Stephan J. Kramer, warf im Zusammenhang mit Williamsons Äußerungen der gesamten Piusbruderschaft vor, offen ihren Antisemitismus zu propagieren. 2014 wurde Williamson vom Oberlandesgericht Nürnberg wegen Volksverhetzung rechtskräftig zu einer Geldstrafe von 1800 Euro verurteilt, 2019 bestätigte der Europäische Gerichtshof für Menschenrechte das Urteil.

### Islamfeindlichkeit
Schmidberger bezeichnete 1989 in einem Vortrag vor der Bewegung actio spes unica den Islam als „jene Religion, die unsere Väter mehrfach unter größtem Einsatz und dem Opfer ihres Lebens zurückgeworfen haben, da sie sich zum Ziel gesetzt hat, die Erde durch Feuer und Schwert dem Halbmond zu unterwerfen. […] Was dem Islam im 16. und 17. Jahrhundert mit Waffengewalt nicht gelungen ist, das schafft er heute in der nachkonziliaren Ära auf friedlichem Wege. Er besetzt Europa. Frankreich wird überschwemmt von Arabern, Deutschland von Türken, England und Skandinavien von Pakistani.“
Am 5. Februar 2009 erklärte er in einem Interview, der islamische Prophet Mohammed habe nachweislich mit einem acht- oder neunjährigen Mädchen „geschlechtlichen Umgang gepflegt“. Man könne ihn daher heute als „Kinderschänder“ bezeichnen. Am selben Tag bedauerte er diese Aussage, warf den Medien aber zugleich vor, Aussagen aus der Piusbruderschaft bewusst zu verzeichnen, und stellte Medienkontakte deshalb ein.

### Ablehnung der Nouvelle Théologie und der Aufklärungsphilosophie
Im April 2006 erklärte Tissier de Mallerais in einem Interview, das von Joseph Ratzinger 1968 veröffentlichte Buch Einführung in das Christentum sei „voller Häresien“. Die im Buch vertretenen Positionen seien „schlimmer als Luther, viel schlimmer“. Ferner erklärte er:

„Sie können Vatikanum II nicht als ein katholisches Werk lesen. Es basiert auf der Philosophie des Immanuel Kant. […] Ich werde sagen, eines Tages sollte die Kirche dieses Konzil tilgen. Sie wird nicht mehr von ihm reden. Sie muss es vergessen. Die Kirche wird weise daran tun, dieses Konzil zu vergessen.“

 Die Schulen der Bruderschaft sollen nach ihrem deutschsprachigen Mitteilungsblatt vom Juli 2005 „nicht nur Wissen vermitteln, sondern ebenso auf die Erziehung und Charakterbildung der Schüler Wert legen“. Der „katholische Lehrer“ müsse die „Hauptirrlehren unserer Zeit“ erklären, ohne diese „zu loben“ oder gar „anzunehmen“. Schüler müssten sich mit den Lehren von Martin Luther, René Descartes, David Hume, Immanuel Kant, Georg Wilhelm Friedrich Hegel und Jean-Paul Sartre in der Weise beschäftigen, wie sich Medizinstudenten mit Krankheiten beschäftigen: mit dem Ziel, diese Krankheiten dann bekämpfen zu können.
Für ihre Bekenntnisschulen beruft sich die Piusbruderschaft auf die Erziehungsenzyklika Divini illius magistri von Papst Pius XI. Es sei wichtig, die Werte der „traditionellen katholischen Kirche“ an Kinder weiterzugeben. Ziel sei es, „frohe, selbstständige junge Menschen heranreifen zu lassen, die gelernt haben, ihr Leben auf der Grundlage christlicher Überzeugung und Selbstbeherrschung zu gestalten.“ Besonderer Wert werde auf „Ehrfurcht vor Gott und den Nächsten, Disziplin, Höflichkeit, Ordnung und die Vermittlung der abendländischen Kultur gelegt“.

### Ablehnung der modernen Kriegsführung
Wiederholt wandten sich Priester der Priesterbruderschaft St. Pius X. gegen Atomwaffen und angebliche Präventivkriege wie den Irakkrieg. Dabei wird in den FSSPX-nahen Zeitschriften, welche die moderne Kriegsführung verurteilen, darunter The Angelus, Remnant Newspaper und Civitas, häufig der „Geist der Moderne“, der die Menschen der Herrschaft Christi entrissen habe, für die Anhäufung von internationalen Konflikten verantwortlich gemacht.

### Ablehnung von Homosexualität

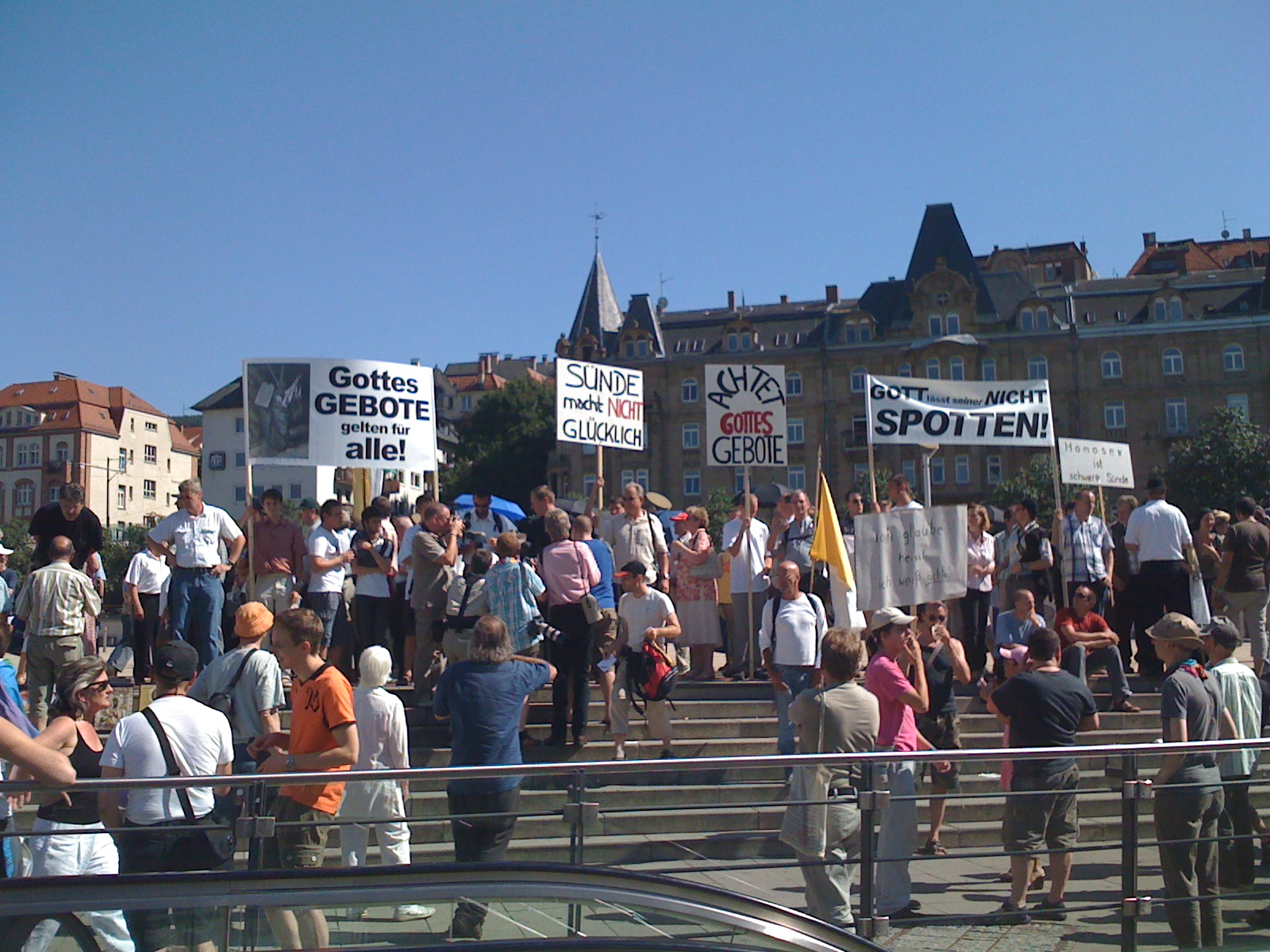
Mahnwache der Piusbruderschaft am Marienplatz in Stuttgart am 1. August 2009

Zum Christopher Street Day veranstaltete die Piusbruderschaft am 28. Juli 2007 in Stuttgart eine Gegendemonstration. Ihre Anhänger versammelten sich mit Protestplakaten mit Aufschriften wie „AIDS – Geißel der Unzucht“ und beteten zur „Wiedergutmachung der Perversion und Übertretung des 6. Gebotes des Dekalogs: ‚Du sollst nicht Unzucht treiben.‘“ öffentlich den Rosenkranz. Peter Lang, Pater des Priorats St. Athanasius in Stuttgart-Feuerbach, erklärte:

„Der Umzug und seine Teilnehmer zeigen ein Verhalten, das dem Menschen nicht angemessen ist, eine moralische Umweltverschmutzung.“

Niemand verteidige mehr „die christlichen Werte, wie Familie, Treue, Keuschheit. Dafür müssen unsere Kinder ansehen, wie pervers Erwachsene sein können.“
Auch gegen den CSD am 1. August 2009 in Stuttgart veranstaltete die Piusbruderschaft eine Mahnwache.
Zum ebenfalls 2009 stattfindenden vierzigsten Jahrestag der Verkündung des zweiten Strafrechtsreformgesetzes (2. StRG) vom 4. Juli 1969, welche sie fälschlicherweise mit der Reform des § 175 StGB in Verbindung brachte (in Wirklichkeit wurde dies mit dem 1. StRG am 25. Juni 1969 beschlossen und trat mit 1. September 1969 in Kraft; das 2. StrRG trat erst zum 1. Juli 1975 in Kraft), zitierte sie unter der Überschrift „Jahrestag: Homosexualität ist eine Straftat“ den § 175 in der von den Nationalsozialisten 1935 verschärften Fassung, die bis 1969 in Kraft war. Daneben sprach sie von „homosexuellen Moralvergiftern“, „geschlechtlicher Perversion“ und „sodomitischen Umzügen“, dass in den letzten 40 Jahren ein unvorstellbarer Werteverfall stattgefunden habe und Adenauer sich im Grab umdrehen würde. Damit – besonders durch die Verwendung des Präsens in der Überschrift – erweckte sie den Eindruck, eine neuerliche strafrechtliche Verfolgung von (männlichen) Homosexuellen herbeizusehnen.

### Ablehnung der Gleichberechtigung von Frauen
In einem ursprünglich auf den Internetseiten der Priesterbruderschaft in Kanada veröffentlichten und inzwischen dort wieder gelöschten Hirtenbrief vom September 2001 sprach sich Richard Williamson gegen höhere Bildung und Selbstbestimmung für Frauen aus:

„Fast kein Mädchen sollte zu irgendeiner Universität gehen. […] Aber wo finden weiterführende Mädchenschulen dann ihrerseits weibliche Lehrkräfte, wenn kein Mädchen mehr ein Studium absolviert? Man braucht keine Universität, um das meiste von dem zu lernen, was Mädchen unterrichtet zu werden brauchen, zum Beispiel Hauswirtschaft, Einrichtung und Unterhalt eines Heims, Pflege und Erziehung der Kinder, die geistige und soziale Vorbereitung auf die Ehe.“

In einer mit den Piusbrüdern verbundenen Schule in Kansas wurde einer Schiedsrichterin die Tätigkeit verboten, da Frauen keine Autorität gegenüber Männern ausüben sollten. Schmidberger sprach sich gegen die Gleichberechtigung aus:

„Wir brauchen heute Männer, die Männer sein wollen, Frauen, die Frauen sind und Frau sein wollen, das heißt Gehilfin des Mannes und Mutter der Kinder.“

### COVID-19
Die COVID-19-Pandemie wird von der Piusbruderschaft als „Lektion Gottes“ interpretiert. Bezüglich der Impfung gegen COVID-19 stellte der Distriktssuperior für Österreich, Stefan Frey, fest, man müsse von einer „moralischen Bedenklichkeit der derzeitigen Covid-Impfung sprechen [...] und [...] mahnen, sich der Impfung nicht zu unterziehen, ausgenommen im Fall einer echten Notlage“. Die Entwicklung von Impfstoffen, so Frey, hänge mit Abtreibungen zusammen. Wer sich impfen lasse, unterstütze „die abscheulichen Machenschaften einer skrupellosen Pharmaindustrie“.

### Liturgische Ästhetik
Die Priesterbruderschaft St. Pius X. orientiert sich in ihrer Liturgie und Kirchenkunst (Paramentik, Skulptur, Plastik, Malerei, Architektur, Vasa sacra) verstärkt an Formen und am Stilempfinden des Historismus im 19. Jahrhundert. Der Neogotik und der Neoromanik wird besondere Wertschätzung zuteil, da diese Kunststile als fromm und vom modernen Zeitgeist unverfälscht empfunden werden. Christliche Kunstformen des 20. und 21. Jahrhunderts sind praktisch nicht existent. Ebenso wird in der musikalischen Gestaltung der Liturgie Wert auf traditionelles kirchliches Liedgut gelegt.

## Kontroversen

### Sexualstraftaten, Urteile und Maßnahmen
Bereits im Jahr 1999 hatte die Piusbruderschaft den argentinischen Priester Carlos Urrutigoity wegen „subversiven Verhaltens“ ausgeschlossen, nachdem ihm sexueller Missbrauch eines Jugendlichen vorgeworfen worden war. Nach seinem Ausschluss aus der Piusbruderschaft war er im Bistum Ciudad del Este Generalvikar, bis er im Vorfeld einer Apostolischen Visitation abgesetzt wurde.
Im Jahr 2018 erklärte P. Jurgen Wegner, Distriktsoberer in den Vereinigten Staaten von Amerika, anlässlich bekannt gewordener Missbrauchsfälle durch Priester in der römisch-katholischen Kirche:

„Um die Ausbreitung der Sünde in ihren Reihen zu verhindern, hält sich die FSSPX an das seit langem bestehende und umsichtige Verbot der Kirche, Männer mit gleichgeschlechtlichen oder anderen unnatürlichen sexuellen Neigungen in eines ihrer Seminare, einschließlich des St. Thomas Aquinas Seminary in Virginia, aufzunehmen.“

Im Mai 2017 wurde Christophe R., ein Priester der Piusbruderschaft, in Frankreich wegen Vergewaltigung von drei Lehrerinnen in einer von den Piusbrüdern geführten Schule bei Paris im Jahr 2010 zu einer Freiheitsstrafe von 16 Jahren verurteilt. Der Fall sei innerhalb der Bruderschaft zwar geahndet, aber nicht an die Justiz gemeldet worden, erklärte Christian Thouvenot, Generalsekretär der Bruderschaft in der Schweiz. Man sei sich der Schwere der Fälle nicht bewusst gewesen.
Im Jahr 2017 wurde der Walliser Bruderschaftspriester Frédéric A. in Belgien wegen sexuellen Missbrauchs von Kindern zu drei Jahren Haft verurteilt. Der Justiz war der Fall von Seiten der Bruderschaft nicht gemeldet worden, da Juristen, die die Piusbruderschaft damals berieten, keine Verpflichtung dazu sahen.
Die Priesterbruderschaft St. Pius X. eröffnete im Jahr 2020 das Meldeportal Plan to Protect zur „Sicherheit aller, die unsere Kapellen, Schulen, Freizeiten, Ausflüge oder Veranstaltungen besuchen. Missbrauch jeglicher Art darf unter keinen Umständen toleriert werden“.
Nach einem Bericht der Zeitung Le Temps vom 13. Januar 2024 weist eine Betroffeneninitiative darauf hin, dass es in der Bruderschaft etwa 60 „problematische Priester“ (von insgesamt etwa 600 Priestern) gebe, die in Europa und weltweit straffällig wurden; ein Täter solle in Gabun über 30 Kinder missbraucht haben, im Juni 2023 sei ein Mitglied von einem französischen Gericht wegen Missbrauchs und Übergriffen mit 27 jugendlichen Betroffenen zu einer zwanzigjährigen Haftstrafe verurteilt worden. Der Religionssoziologe Josselin Tricou (Lausanne) erläuterte, dass die Piusbruderschaft externe Instanzen völlig ablehne, „da sie die Kirche für eine heilige, vollkommene und autarke Gesellschaft hält, die über alles verfügt, was sie braucht, um sich um sich selbst zu kümmern, wie etwa ein Strafrecht oder Gerichte“. Man sehe sich daher nicht verpflichtet, staatlichen Behörden Rechenschaft abzulegen. Missbrauch in den eigenen Reihen werde Einzeltätern angelastet, systemische Aspekte würden geleugnet.

### Ausschlüsse
Der traditionalistische Priester Juan María Fernández y Krohn, der 1982 in Fátima einen gescheiterten Mordanschlag auf Papst Johannes Paul II. verübte, war bereits 1979 wegen „geistiger Instabilität“ und Kritik an Erzbischof Lefebvre aus der Piusbruderschaft ausgeschlossen worden.
Am 24. Oktober 2012 wurde Bischof Richard Williamson wegen mangelnden Respekts vor der Leitung der Bruderschaft und Ungehorsams ausgeschlossen. Am 20. März 2015 distanzierte sich die Piusbruderschaft erneut von Williamson, nachdem dieser am Vortag den Priester Jean-Michel Faure im brasilianischen Nova Friburgo ohne päpstliche Erlaubnis zum Bischof geweiht hatte.